# Transports en commun de Vienne (Isère)
Pour les articles homonymes, voir Transports en commun de Vienne.
Lignes de Vienne et agglomération (L'va), anciennement Service urbain viennois (SUV), est le réseau de transport en commun desservant les 30 communes de Vienne Condrieu Agglomération à l'aide d'un réseau composé de 9 lignes régulières, d'un service de transport à la demande et de transports scolaires, dont le point central est la gare de Vienne.
Créé en 1937 sous le nom SUV et nommé ainsi jusqu'au 1er septembre 2008, son exploitation est assuré, depuis le 1er janvier 2008, par Vienne mobilités initialement filiale du groupe Transdev puis cédée à RATP Dev le 3 mars 2011 lors de la fusion entre Transdev et Veolia Transport pour le compte de l'autorité organisatrice de la mobilité Vienne Condrieu Agglomération. Le contrat de délégation de service public actuel liant la société Vienne Mobilités et l'autorité organisatrice de la mobilité est en vigueur pour une durée de six ans et huit mois à compter du 1er janvier 2022 et doit prendre fin le 31 août 2028.

## Historique

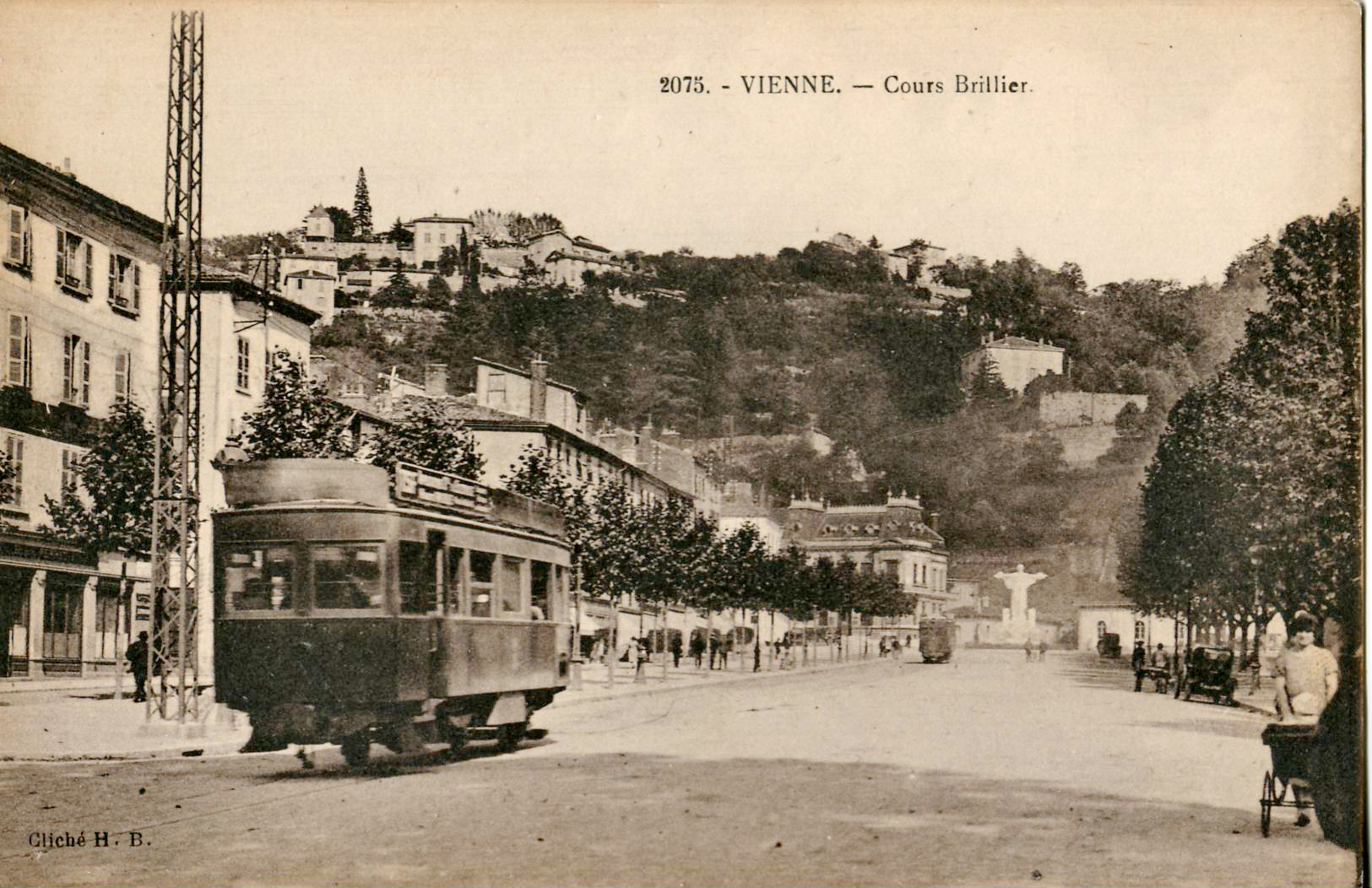
Un autorail Berliet sur le cours Brillier.

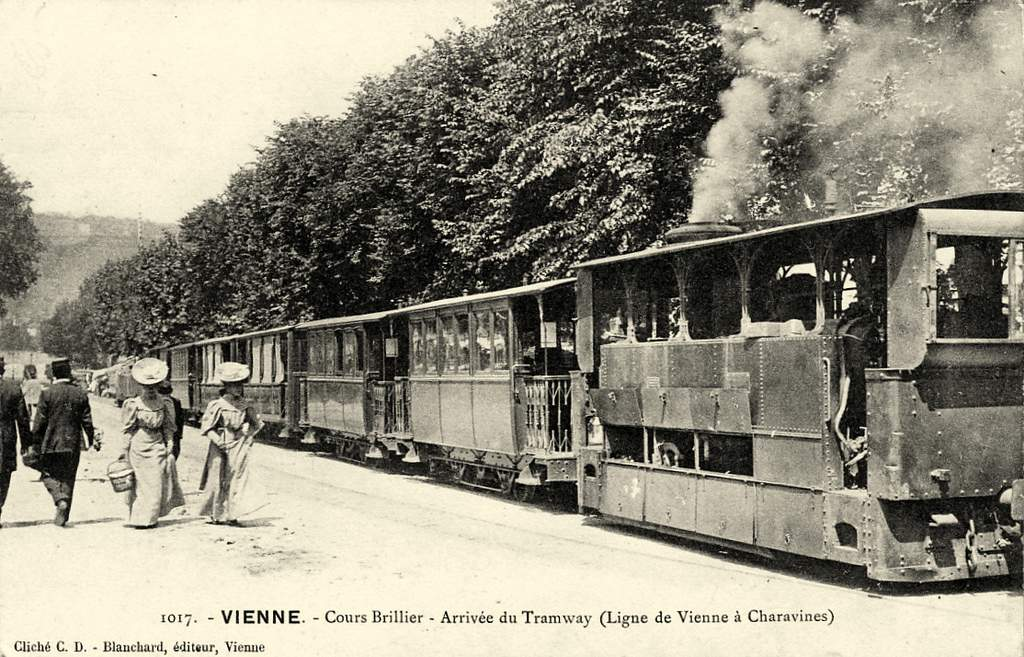
Ligne de Vienne à Charavines

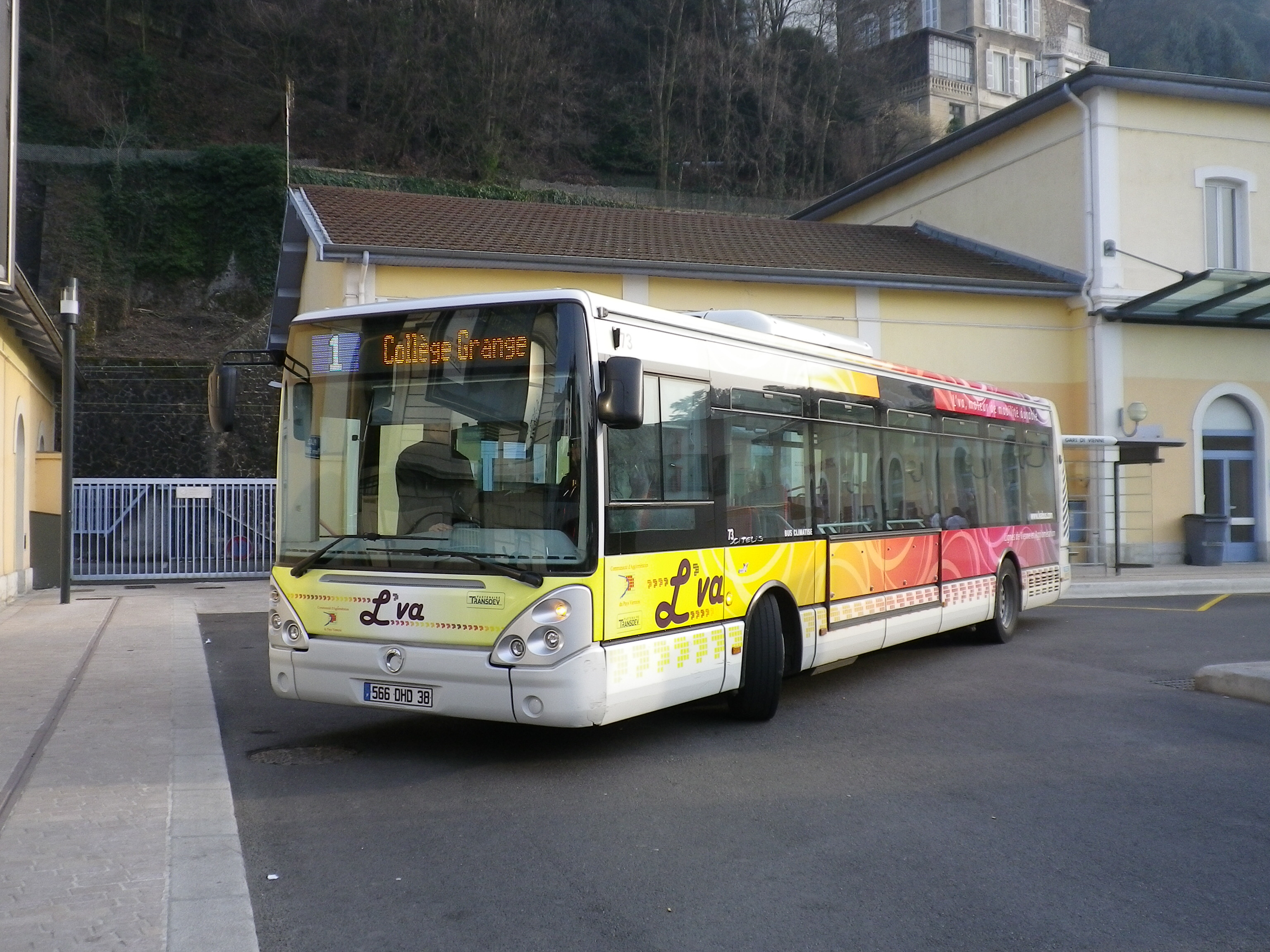
De 2008 à 2022, la ligne 1 relie Vienne à Estrablin.

### Les tramways
De 1893 à 1933, la ligne de tramway de Vienne à Estressin reliait la gare de Vienne à la gare d'Estressin, tandis que de 1891 à 1933 la ligne de tramway de Vienne à Charavines et Voiron en desservant Pont-Évêque et Estrablin : les deux lignes étaient en tronc commun de la gare jusqu'au pont de la demi-lune au-dessus de la Gère, là où se situe aujourd'hui la place Saint-Louis et le débouché du pont de Lattre-de-Tassigny, puis la ligne vers Voiron, doublée de services urbains limités à l'octroi de Pont-Évêque, remontait la Gère via sa rive droite en suivant l'actuelle route départementale 502 tandis que celle d'Estressin suivait la route nationale 7.
Exploités par les Chemins de fer économiques du Nord (CEN) dans le cadre de ses concessions iséroires, ces lignes sont reprises par les VFD en 1930 à la suite des difficultés financières de l'exploitant.
Le service urbain était effectué par des locomotives dites « Blanc-Misseron » ou plus souvent par du matériel à traction hippomobile, dont les chevaux furent réquisitionnés durant la première guerre mondiale, nécessitant l'interruption du service. En 1925, le service est assuré par des automotrices Berliet mais dès 1929, le réseau urbain est assuré par des électrobus, des autobus électriques.

### Les débuts du SUV
Le réseau SUV (Service urbain viennois) est créé en 1937 sur l'impulsion du maire de l'époque et son exploitation est confiée aux VFD. Le parc se compose de 5 autobus et de deux lignes reliant Vienne à Estressin et Pont-Évêque reprenant les dessertes des anciennes lignes de tramway, la ligne de l'Isle est créée en 1956 puis celle d'Estressin est complètement revue en 1959.
Durant les années 1960 et 70 le réseau s'étend progressivement : desserte du quartier Saint-Benoît en 1969, du lycée de Saint-Romain-en-Gal en 1971, du quartier Charlemagne en 1972 et desserte du collège de Seyssuel en 1974. En 1979, le dépôt s'installe dans la Z.A. Montplaisir.
En 1984, la ville de Vienne cède la compétence transports au Syndicat pour la gestion des transports urbains viennois (SIGETU) regroupant les communes de Vienne et Pont-Évêque et le versement transport est mis en place,. En 1985, le réseau est restructuré et l'équipement des arrêts de bus est revu.
L'année 1992 voit la mise en place de la billetterie magnétique et la mise en service du premier Renault R312 du réseau.
En 1995, le SIGETU confie l'exploitation à la Société des transports urbains viennois (STUV) pour une durée de 5 ans puis le réseau est restructuré en 1998 : l'offre de transport augmente de 15 % et s'articule autour de 7 lignes indicées de 1 à 7, soit deux de moins qu'en 1997, ayant comme point de départ la gare de Vienne et l'identité visuelle est renouvelée.

### Le réseau SUV de 1998 à 2008

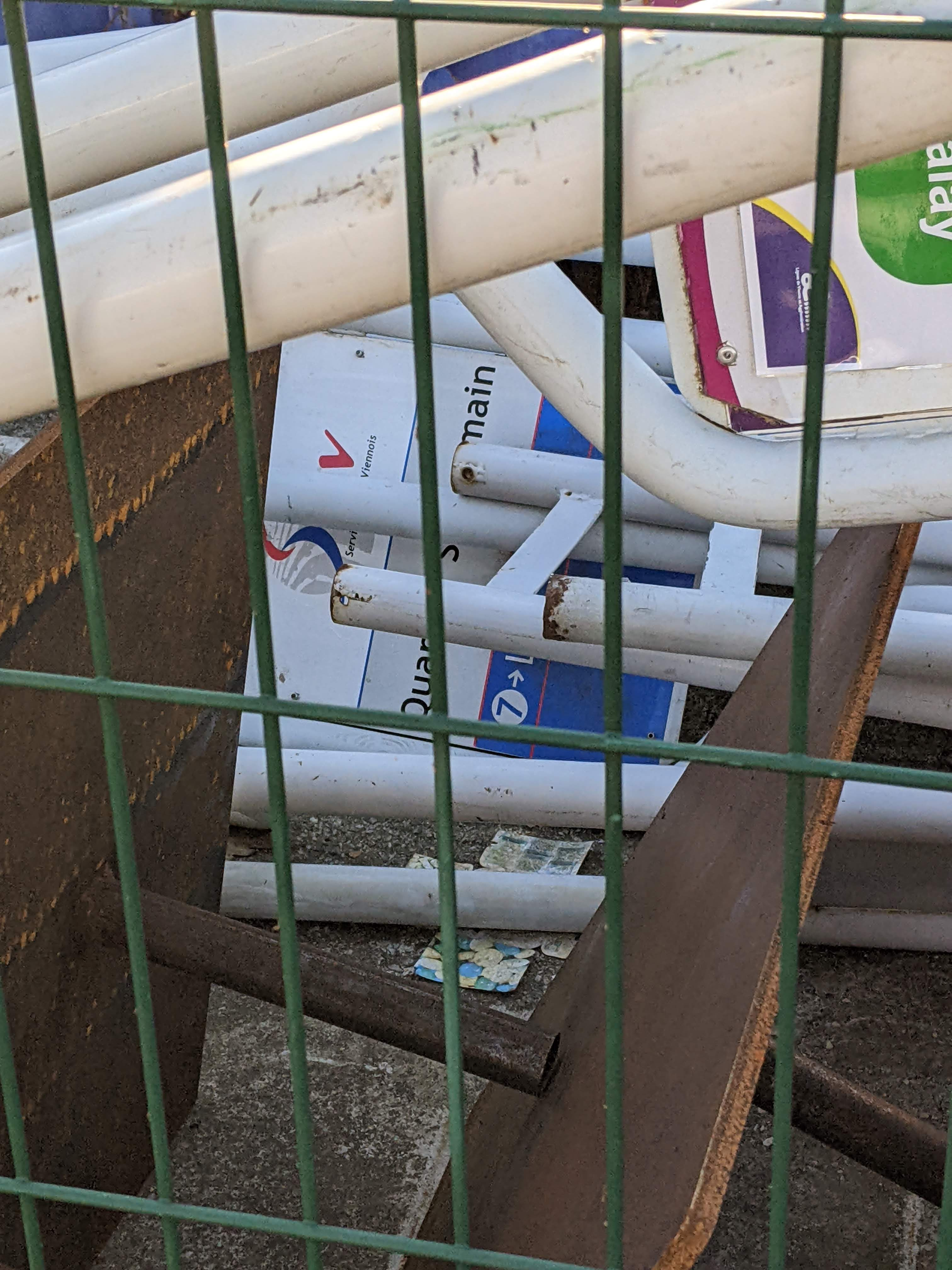
Vestige du SUV.

Instauré en 1998, ce nouveau réseau se composait de sept lignes organisés en étoile autour de la gare de Vienne et desservant les communes de Vienne et Pont-Évêque ainsi qu'une huitième ligne desservant Chasse-sur-Rhône et en partie Givors qui a été ajoutée en 2003.
En 2000, la délégation de service public est réattribuée pour 7 ans à la STUV (Keolis/VFD). Le premier site internet du réseau est créé en 2001 tandis que la communauté d'agglomération du Pays Viennois voit le jour par transformation du district urbain le 1er janvier 2002 et succède au SIGETU qui est dissout,.
Le réseau a connu quelques évolutions entre 1998 et 2008 qui sont les suivantes. À l'origine, les lignes 4, 5 et 6 avaient des trajets assez différents de ceux de 2008 : la ligne 4 (de couleur bleu clair à l'époque) reliait la gare de Vienne au collège Brassens de Pont-Évêque par la rive droite de la Gère et était jumelée avec la ligne 5 qui passait, elle, par la rive gauche de cette même rivière. La ligne 6, quant à elle, reliait la gare de Vienne à Malissol-La Gère par la montée Saint-Marcel.
Vers 2002/2003, les lignes 5 et 6 ont été jumelées pour former une ligne circulaire portant le numéro 5 dans le sens horaire et le numéro 6 dans le sens anti-horaire. L'ancien terminus de Malissol n'est plus desservi que par certains services tandis que la ligne 4 a été limitée aux Genêts ; la desserte des Tanneurs par certains services a été conservée.
L'année 2002 voit la livraison des premiers bus à plancher bas, des Irisbus Agora.
La ligne 8 est créée le 1er septembre 2003 et avait la particularité de ne pas desservir la gare de Vienne ainsi que d'être en correspondance avec le réseau Gibus de Givors, remplacé par celui des TCL en 2007. La section entre le centre commercial de Chasse-sur-Rhône et le collège Brassens n'était desservie que par certains services ; lancement du service TADEO pour desservir les communes excentrées de l'agglomération le 5 septembre.
Vers 2004/2005, les couleurs des lignes 1 (vert) et 2 (rouge) ont été inversées tandis que la ligne 4 est passée du bleu au marron. Le dépôt est réaménagé en 2004 tandis qu'une desserte du quartier des Tupinières voit le jour en 2005.
En 2007, à la suite de l'attribution de la nouvelle délégation de service public, la société Vienne Mobilités (Transdev) est créée, reprenant l'exploitation du réseau le 1er janvier 2008, mettant fin à 70 ans d'exploitation, que ce soit en direct ou via la STUV, par les VFD.
| No | Parcours                                                                                            | Jours de fonctionnement | Comparaison SUV/L'va (réseau 2008)                      |
| -- | --------------------------------------------------------------------------------------------------- | ----------------------- | ------------------------------------------------------- |
| 1  | Gare SNCF ↔ Estressin Centre Commercial                                                             | L, Ma, Me, J, V, S, D   | Lignes 3 et 4                                           |
| 2  | Gare SNCF ↔ Collège Grange                                                                          | L, Ma, Me, J, V, S      | Ligne 1                                                 |
| 3  | Gare SNCF ↔ Hôpital                                                                                 | L, Ma, Me, J, V, S, D   | Ligne 5                                                 |
| 4  | Gare SNCF ↔ Les Genêts (Pont-Évêque)                                                                | L, Ma, Me, J, V, S      | Ligne 6                                                 |
| 5  | (Circulaire en sens horaire) Gare SNCF → Pont-Évêque → Collège Brassens → Malissol → Gare SNCF      | L, Ma, Me, J, V, S, D   | Lignes 1 (via Saint-Benoît) et 2 et 4 (via Pont-Évêque) |
| 6  | (Circulaire en sens anti-horaire) Gare SNCF → Malissol → Collège Brassens → Pont-Évêque → Gare SNCF | L, Ma, Me, J, V, S, D   | Lignes 1 (via Saint-Benoît) et 2 et 4 (via Pont-Évêque) |
| 7  | Gare SNCF ↔ Collège de l'Isle                                                                       | L, Ma, Me, J, V, S, D   | Lignes 2 et 3                                           |
| 8  | Givors ↔ Centre Commercial (Chasse-sur-Rhône) [↔ Collège Brassens (Pont-Évêque) via Jeu de Paume]   | L, Ma, Me, J, V, S      | Ligne 7                                                 |

### Le réseau L'va

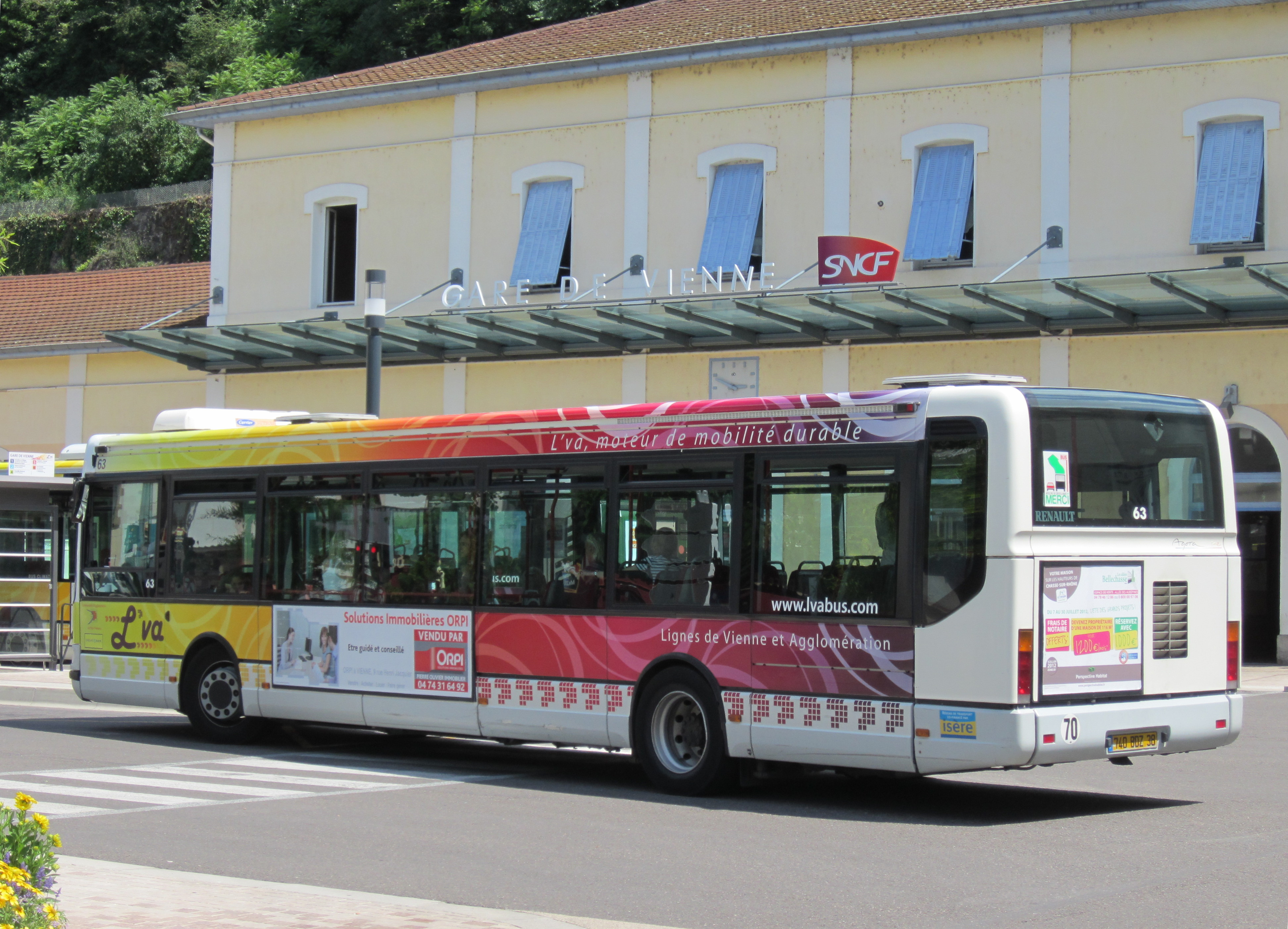
La livrée du réseau L'VA, sur un Agora Line.

Lancé le 1er septembre 2008 ce réseau apporte de grandes évolutions par rapport au réseau SUV. Le réseau offre en effet des liaisons inter-quartiers sans changer de bus à la gare de Vienne, ce qui était impossible auparavant, des fréquences améliorés, un service à la demande amélioré et simplifié. L'arrivée de ce nouveau réseau a permis d'améliorer l'intermodalité ave les TER notamment, que l'arrivée de la carte «OùRA!» permet de renforcer.
Le réseau L'va s'articule autour d'une colonne vertébrale en forme de tripode (étoile à trois branches) formée par les lignes 2, 3 et 4 ayant pour centre la gare de Vienne, point central du réseau. La branche nord se dirige vers le centre commercial d'Estressin (lignes 3 et 4), la branche est vers Pont-Évêque (lignes 2 et 4) et la banche sud vers le collège de l'Isle et le seul Parc relais de l'agglomération (lignes 2 et 3). Cette configurtion permet un maillage du réseau et des fréquences importantes. La ligne 1 relie le collège Grange à Estrablin en passant par la Gare ; Partant de la Gare, les lignes 5 et 6 ont un trajet différent, la ligne 5 assurant la desserte du centre hospitalier Lucien Hussel tandis que la ligne 6 assure une desserte complémentaire de Pont-Évêque. La ligne 7 part elle aussi de la Gare et remonte jusqu'à Chasse-sur-Rhône. La ligne 8 est une ligne circulaire assurant la desserte des Hauts de Vienne avec deux départs par jour assurés en minibus.
En janvier 2009, le réseau met en place un service de transport de personnes à mobilité réduite nommé L'va service PMR.
Le 1er septembre 2009, la ligne 1 a été prolongée de Malissol la Gère à Estrablin Village et assure la desserte inédite d'Estrablin par une ligne régulière. Les services de la ligne 7 vers le Collège Brassens ont été supprimés, tous les services font désormais terminus à la gare de Vienne.
Le 1er septembre 2010, création de deux lignes à la demande supplémentaires et ouverture le jour suivant du premier Parc relais de l'agglomération.
Le 3 mars 2011, le réseau est cédé à RATP Dev à la suite de la fusion entre Veolia Transport et Transdev et à la sortie de RATP dev du capital de cette dernière.
Le 19 décembre 2011, le service L'va à la demande est modifié : Les lignes 50 à 56 sont remplacées par les zones 50 à 56 en TAD zonal et les TAD zonaux de Saint-Romain-en-Gal et Chasse-sur-Rhône sont regroupés dans la zone 57.
Le 16 décembre 2013, la ligne 7 est amputée de sa desserte de Givors. Mise en place d'un nouveau site internet.
Le 2 janvier 2014, mise en place d'un nouveau service « L’va sur demande entreprises ».
le 1er septembre 2018, Vienne Condrieu Agglomération a repris au SYTRAL la gestion des transports (lignes 134 et 702 à 770 ex-Les cars du Rhône) sur les 11 communes de l'ancienne communauté de communes de la région de Condrieu, ainsi que la commune iséroise de Meyssiez. le 9 septembre 2019, l'agglomération met en place des lignes de transport à la demande dans la région de Condrieu.
En novembre 2021, la délégation de service public pour la période 2022-2028 est réattribuée à Vienne Mobilités et a pour objectif d'unifier l'offre sur l'ensemble du territoire étendu de Vienne Condrieu Agglomération. Ainsi, le 3 janvier 2022, les lignes du Pays de Condrieu sont intégrées au réseau L'va du point de vue de l'information voyageurs.
Mise en place le 1er janvier 2022 pour une période de 6 ans et huit mois, soit jusqu'au 31 août 2028, cette délégation de service public succède aux deux délégations existantes en rive gauche, soit celle sortante du réseau L'va, et celle de la rive droite, soit celle du Pays de Condrieu héritée des cars du Rhône ; la nouvelle délégation succède aussi aux contrats des lignes scolaires de la rive gauche.
Le 25 avril 2022, la « navette L'va » remplace l'ancienne offre de transport à la demande issue de la fusion de « L'va à la demande » et de l'offre proposée sur le Pays de Condrieu ; le nouveau service fonctionne sur quatre zones et est doublé d'un service de covoiturage.
L'ultime étape, le 1er septembre 2022 est la restructuration du réseau dont l'organisation n'avait guère évolué depuis 2009 :
- La ligne 1 devient la ligne 3, amputée de la desserte d'Estrablin ;
- La partie sud de la ligne 2 (Gare-Collège de l'Isle) est fusionnée avec la ligne 5, sa partie Est est reportée sur la nouvelle ligne 1 ;
- L'actuelle ligne 3 est supprimée et reportée sur les nouvelles lignes 1 et 2 ;
- La ligne 4 devient la ligne 1 ;
- L'actuelle ligne 5 est absorbée par la ligne 2, son numéro est réattribué à une nouvelle ligne Givors-Chasse-sur-Rhône ;
- La ligne 6 devient la ligne 4, son numéro est réattribué à l'actuelle ligne 8 ;
- La ligne 7 disparaît : la liaison Chasse-Vienne est supprimée et reportée sur la desserte TER via une tarification combinée au tarif plus élevé ;
- Une nouvelle ligne 7 est créée : la ligne relie la gare de Vienne à Estrablin en desservant Jardin, commune qui ne bénéficiait d'aucune ligne régulière ;
- La ligne 8 devient la 6, son numéro est repris par une ligne inédite : une liaison inter-rives entre la gare de Vienne, Saint-Romain-en-Gal et Sainte-Colombe ;
- La ligne 134 conserve son indice et son itinéraire.

On peut remarquer que la nouvelle ligne 8 devait initialement faire partie de la ligne 4, tel que présenté dans le journal AggloMag de Vienne Condrieu Agglomération début 2022. La suppression de l'ancienne ligne 7 supprime toute liaison régulière entre Chasse et Vienne via le réseau L'Va sur la rive gauche ; une telle liaison reste possible mais longue via la rive droite en prenant successivement les lignes 5, 134 et 8.
| No  | Parcours                                                                                           | Jours de fonctionnement | Comparaison avec le réseau de 2022                                           |
| --- | -------------------------------------------------------------------------------------------------- | ----------------------- | ---------------------------------------------------------------------------- |
| 1   | Vienne — Collège Grange ↔ Vienne — Malissol - La Gère (Estrablin — Le Village à certains services) | L, Ma, Me, J, V, S      | Lignes 3 (Collège Grange-Malissol) et 7 (Estrablin)                          |
| 2   | Vienne — Collège de l'Isle ↔ Vienne — Stade de Malissol                                            | L, Ma, Me, J, V, S, D   | Lignes 1 (Malissol-Gare) et 2 (Gare-Collège de l'Isle)                       |
| 3   | Vienne — Estressin - Centre Commercial ↔ Vienne — Collège de L'Isle                                | L, Ma, Me, J, V, S      | Lignes 1 (Estressin-Gare) et 2 (Gare-Collège de l'Isle)                      |
| 4   | Vienne — Estressin - Centre Commercial ↔ Vienne — Stade de Malissol                                | L, Ma, Me, J, V, S, D   | Ligne 1                                                                      |
| 5   | Vienne — Hôpital-Gérontologie ↔ Vienne — Gare de Vienne                                            | L, Ma, Me, J, V, S, D   | Ligne 2                                                                      |
| 6   | Vienne — Gare de Vienne ↔ Pont-Évêque — Les Genêts / Pont-Évêque — Collège Brassens                | L, Ma, Me, J, V, S      | Ligne 4                                                                      |
| 7   | Vienne — Gare de Vienne ↔ Chasse-sur-Rhône — Rond-Point Flévieu                                    | L, Ma, Me, J, V, S      | Ligne 5 (Chasse-sur-Rhône) + report sur desserte TER (liaison Chasse-Vienne) |
| 8   | (Circulaire) Vienne — Gare de Vienne ↔ Vienne — Les Hauts-de-Vienne                                | L, Ma, Me, J, V, S      | Ligne 6                                                                      |
| 134 | Givors — Gare de Givors-Ville ↔ Condrieu — La Maladière                                            | L, Ma, Me, J, V, S      | Ligne 134                                                                    |

Le 2 septembre 2024, la ligne 8 (Gare - Clinique Trénel) est supprimée au profit du transport à la demande tandis que quelques adaptations, notamment sur les renforts scolaires, sont menées sur le reste du réseau.

## Organisateurs du réseau

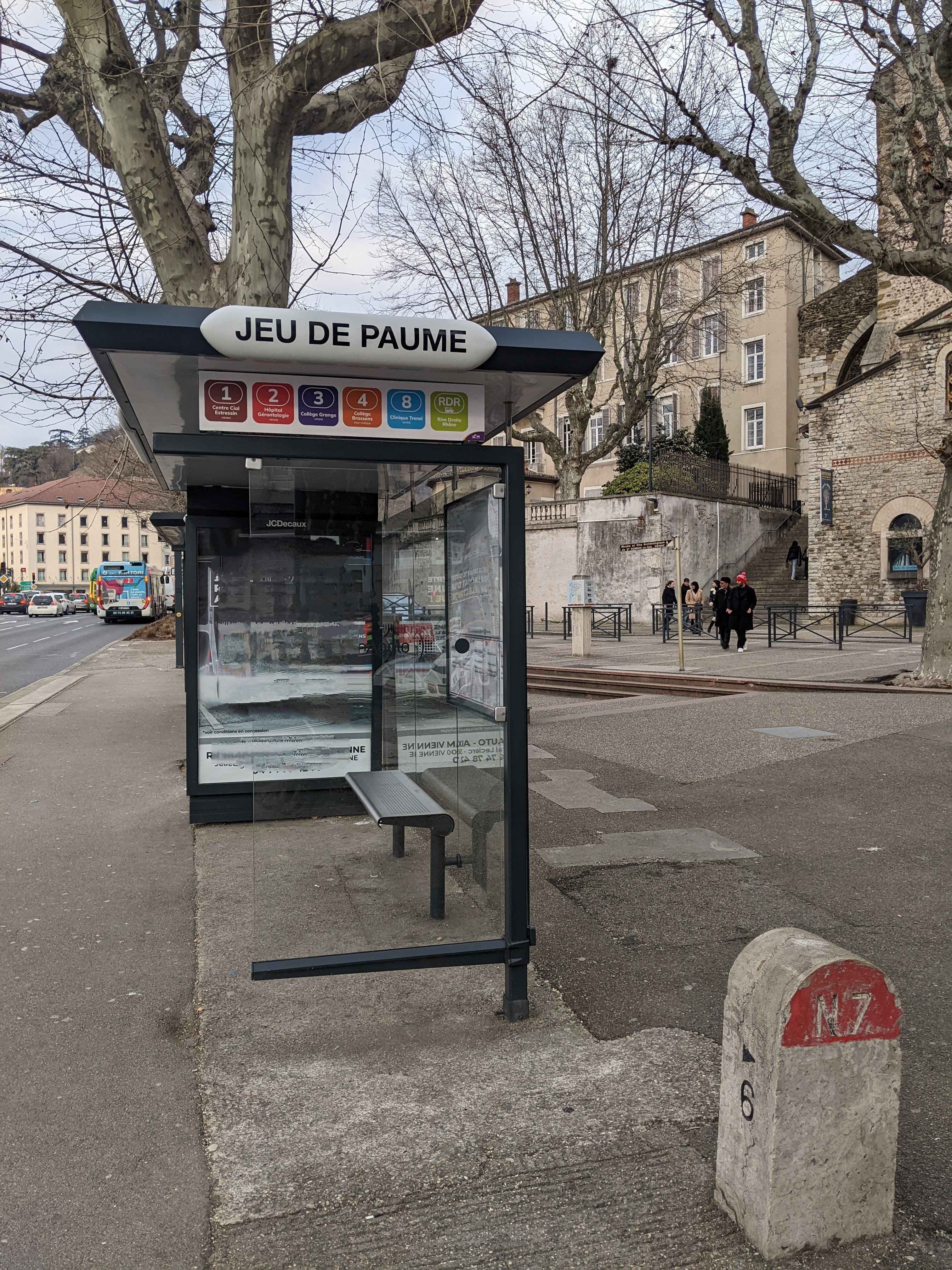
Un abribus de l'arrêt Jeu de Paume, côtoyant une borne kilométrique de la route nationale 7.

### Autorité organisatrice de la mobilité
Vienne Condrieu Agglomération, composée de 30 communes et d'une population totale de près de 90 000 habitants, est autorité organisatrice de la mobilité des transports en commun sur son ressort territorial.
Ses principales missions sont :
- Définir la politique des transports en commun de l'agglomération (offre, tarification...) ;
- Déterminer les adaptations du réseau en fonction des besoins des habitants ;
- Réaliser les investissements lourds (achats de bus, aménagements urbains...) nécessaires au bon fonctionnement du réseau.

### Exploitant
Le réseau est exploité depuis le 3 mars 2011 par RATP Dev en remplacement de Transdev via sa filiale Vienne Mobilités en place depuis le 1er janvier 2008 et cédée à la suite de la fusion entre Transdev et Veolia Transport.
Ses principales missions sont :
- Mettre en œuvre la politique définie par Vienne Condrieu Agglomération ;
- Assurer la bonne gestion et exploitation du réseau (recrutement de personnel, formation...) ;
- Informer la clientèle des différents services qui lui sont proposés ;
- Être force de proposition auprès de l'Autorité Organisatrice pour améliorer le service offert.

Viennes Mobilités fait appel à deux sous-traitants : Faure et les Courriers Rhodaniens.

## Le réseau

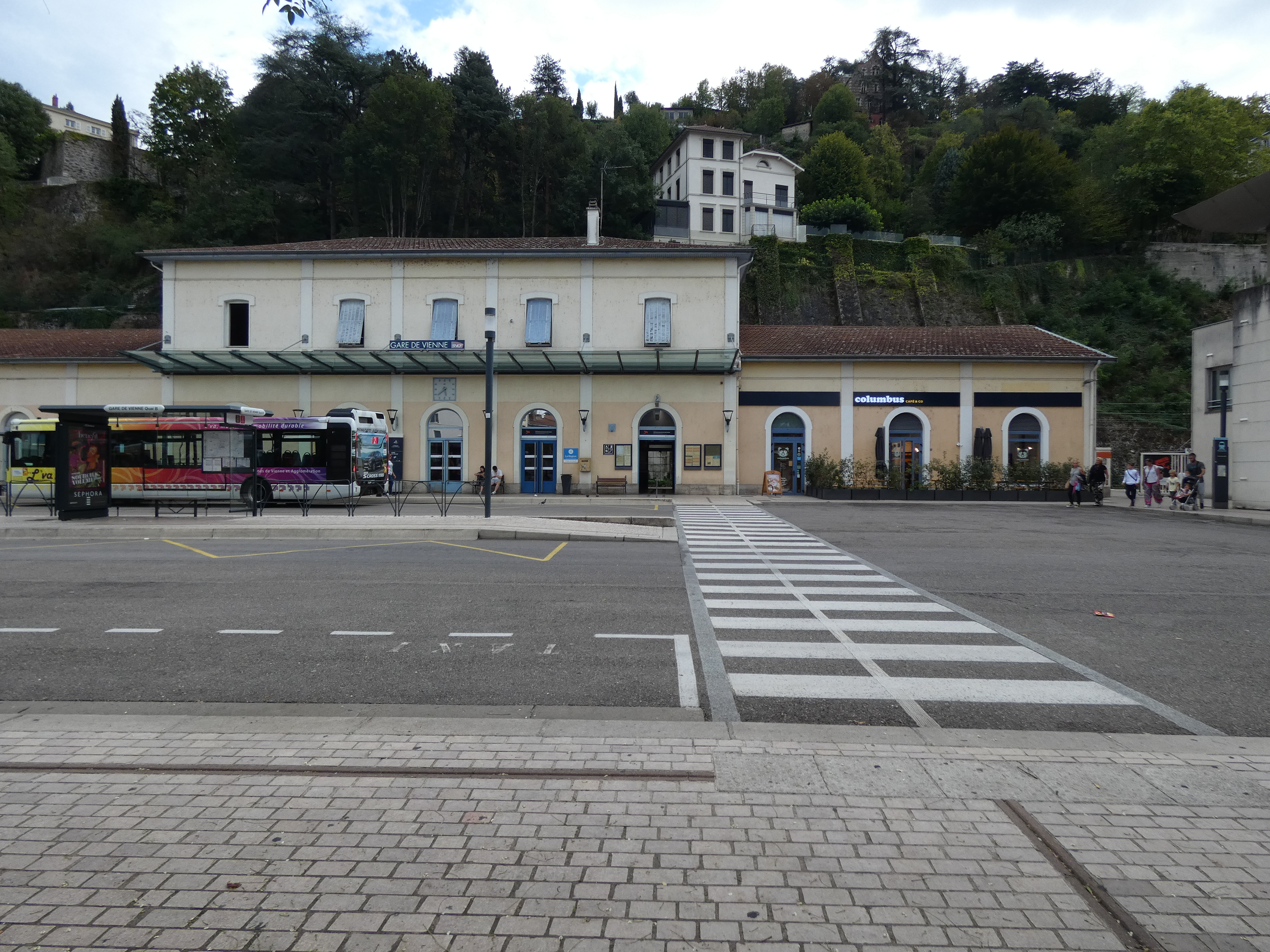
La place Pierre-Semard qui jouxte la gare SNCF de Vienne est au point central du réseau ; elle est desservie par la plupart des lignes de bus.

### Territoire desservi
Au 1er septembre 2022, le réseau L'va dessert les communes suivantes :
- Ampuis * ;
- Chasse-sur-Rhône * ;
- Chonas-l'Amballan ;
- Chuzelles ;
- Condrieu * ;
- Les Côtes-d'Arey ;
- Échalas ;
- Estrablin * ;
- Eyzin-Pinet ;
- Givors (métropole de Lyon) * ;
- Les Haies ;
- Jardin * ;
- Loire-sur-Rhône * ;
- Longes ;
- Luzinay ;
- Meyssiez ;
- Moidieu-Détourbe ;
- Pont-Évêque * ;
- Reventin-Vaugris ;
- Saint-Cyr-sur-le-Rhône * ;
- Saint-Romain-en-Gal * ;
- Saint-Romain-en-Gier ;
- Saint-Sorlin-de-Vienne ;
- Sainte-Colombe * ;
- Septème ;
- Serpaize ;
- Seyssuel ;
- Trèves ;
- Tupin-et-Semons * ;
- Vienne * ;
- Villette-de-Vienne.

Légende : Les communes marquées d'un * sont desservies par les lignes régulières. Les dessertes scolaires sortant de l'agglomération ne sont pas comptées.

### Lignes régulières
Le réseau est organisé en étoile autour de la gare de Vienne qui est desservie par six des huit lignes (1, 2, 3, 4, 6 et 7) et où les bus marquent un arrêt de quelques minutes afin de garantir la correspondance avec les trains TER Auvergne-Rhône-Alpes. Trois autres gares ouvertes au trafic voyageurs sont desservies par le réseau : Estressin (ligne 1), Chasse-sur-Rhône (ligne 5) et Givors-Ville (lignes 5 et 134).
La liaison entre Chasse-sur-Rhône et Vienne par bus est supprimée lors de la restructuration opérée le 1er septembre 2022, elle est reportée sur la desserte ferroviaire entre ces deux communes. Ce choix, critiqué par les usagers, est justifié selon l'agglomération car « l'ancienne ligne Vienne/Chasse accueillait essentiellement des scolaires qui ont déjà leur ligne propre ».
Le réseau fonctionne de 5 h à 22 h du lundi au samedi et seules trois lignes circulent les dimanches et jours fériés avec des horaires nettement réduits (lignes 1, 2 et 134).
En 2019, la vitesse commerciale du réseau était de 18,75 km/h.
| Ligne | Caractéristiques | Caractéristiques                                                                    | Caractéristiques                                                                    | Caractéristiques                                                                    | Caractéristiques                                                                            | Caractéristiques                                                                    | Caractéristiques                                                                    | Caractéristiques                                                                    | Caractéristiques                                                                    |
| 1     | Vienne — Estressin Centre Commercial ⥋ Vienne — Stade de Malissol | Vienne — Estressin Centre Commercial ⥋ Vienne — Stade de Malissol                   | Vienne — Estressin Centre Commercial ⥋ Vienne — Stade de Malissol                   | Vienne — Estressin Centre Commercial ⥋ Vienne — Stade de Malissol                   | Vienne — Estressin Centre Commercial ⥋ Vienne — Stade de Malissol                           | Vienne — Estressin Centre Commercial ⥋ Vienne — Stade de Malissol                   | Vienne — Estressin Centre Commercial ⥋ Vienne — Stade de Malissol                   | Vienne — Estressin Centre Commercial ⥋ Vienne — Stade de Malissol                   | Vienne — Estressin Centre Commercial ⥋ Vienne — Stade de Malissol                   |
| ----- | --- | ----------------------------------------------------------------------------------- | ----------------------------------------------------------------------------------- | ----------------------------------------------------------------------------------- | ------------------------------------------------------------------------------------------- | ----------------------------------------------------------------------------------- | ----------------------------------------------------------------------------------- | ----------------------------------------------------------------------------------- | ----------------------------------------------------------------------------------- |
| 1     | Ouverture / Fermeture 1er septembre 2022 / — | Longueur —                                                                          | Durée —                                                                             | Nb. d’arrêts 41                                                                     | Matériel Citelis 12 Urbanway 12 Urbanway 12 GNV Citaro C2 (Vectio C les dimanches et fêtes) | Jours de fonctionnement L, Ma, Me, J, V, S, D                                       | Jour / Soir / Nuit / Fêtes O / N / N / O                                            | Voy. / an —                                                                         | Exploitant Vienne Mobilités (Cars Faure les dimanches et fêtes)                     |
| 1     | Desserte : - Villes et lieux desservis : Vienne (Centre Commercial d'Estressin, Zone industrielle d'Estressin, Estressin, Stèle du génocide, Centre-ville, Place du jeu de Paume, Abbaye de Saint-André-le-Bas, Musée du cloître de Saint-André-le-Bas, Pont de Lattre-de-Tassigny, Quai Jean-Jaurès, Pont suspendu, Escaliers antiques, Cathédrale Saint-Maurice, Chapelle Saint-Théodore, Église Saint-Pierre, Musée archéologique Saint-Pierre, Place des Allobroges et Jardin du 8-Mai-1945, Cours Marc-Antoine-Brillier, Rue Victor-Hugo, Jardin archéologique de Cybèle, Théâtre, Théâtre antique, Villa Vaganay, Collège Ponsard, Quartier Charlemagne, Malissol, Zone d'activités Château de Malissol) et Pont-Évêque (Centre-ville, Zone d'activités de Montplaisir, Dépôt de bus, Zone industrielle de l'Abbaye) - Gares desservies : Vienne et Estressin |                                                                                     |                                                                                     |                                                                                     |                                                                                             |                                                                                     |                                                                                     |                                                                                     |                                                                                     |
| 1     | Autre : - Arrêts non accessibles aux UFR : Estressin Centre commercial (arrêt de descente), Gare d'Estressin vers Malissol, Port au Prince, Jardin de Ville vers Malissol, Nicolas Chorier, La Ravat, Charlemagne, Roncevaux vers Estressin, Les Forges, Les Bleuets, ZA de Montplaisir, L'abbaye et Rond-point de Malissol. - Amplitudes horaires, : La ligne fonctionne du lundi au vendredi de 5 h 10 à 21 h 10, le samedi de 5 h 10 à 21 h 30 et les dimanches et fêtes de 8 h 10 à 20 h. La fréquence est d'un bus toutes les 20 minutes en semaine, 30 minutes le samedi et 90 minutes les dimanches et jours fériés. - Particularités : Du lundi au vendredi durant les vacances scolaires, un aller-retour dessert l'arrêt Malissol La Gère. - Services scolaires : Du lundi au vendredi, la ligne dispose des services scolaires suivant : - Champ de Courses → Saint-Romain-en-Gal - Lycée Ella Fitzgerald via les hauts de Charlemagne (le matin) ; - Estressin Z.I. ↔ Saint-Romain-en-Gal - Lycée Ella Fitzgerald (le mercredi, le servir retour est assuré à midi) ; - Stade de Malissol → Saint-Romain-en-Gal - Lycée Ella Fitzgerald (à midi, non assuré le mercredi) ; - Roche Claire ↔ Saint-Romain-en-Gal - Lycée Ella Fitzgerald via les hauts de Charlemagne ; - Stade de Malissol → Saint-Romain-en-Gal - Lycée Ella Fitzgerald via les hauts de Charlemagne (à midi sauf le mercredi) ; - Estressin Z.I. ↔ Collège Grange (retour du soir non assuré le mercredi). - Date de dernière mise à jour : 5 avril 2023.                                                                                                   |                                                                                     |                                                                                     |                                                                                     |                                                                                             |                                                                                     |                                                                                     |                                                                                     |                                                                                     |
| 1     | Dernière actualisation : — |                                                                                     |                                                                                     |                                                                                     |                                                                                             |                                                                                     |                                                                                     |                                                                                     |                                                                                     |
| 2     | Vienne — Hôpital-Gérontologie ⥋ Vienne — Collège de l'Isle | Vienne — Hôpital-Gérontologie ⥋ Vienne — Collège de l'Isle                          | Vienne — Hôpital-Gérontologie ⥋ Vienne — Collège de l'Isle                          | Vienne — Hôpital-Gérontologie ⥋ Vienne — Collège de l'Isle                          | Vienne — Hôpital-Gérontologie ⥋ Vienne — Collège de l'Isle                                  | Vienne — Hôpital-Gérontologie ⥋ Vienne — Collège de l'Isle                          | Vienne — Hôpital-Gérontologie ⥋ Vienne — Collège de l'Isle                          | Vienne — Hôpital-Gérontologie ⥋ Vienne — Collège de l'Isle                          | Vienne — Hôpital-Gérontologie ⥋ Vienne — Collège de l'Isle                          |
| 2     | Ouverture / Fermeture 1er septembre 2022 / — | Longueur —                                                                          | Durée —                                                                             | Nb. d’arrêts 28                                                                     | Matériel Citelis 12 Urbanway 12 Urbanway 12 GNV Citaro C2 (minibus les dimanches et fêtes)  | Jours de fonctionnement L, Ma, Me, J, V, S, D                                       | Jour / Soir / Nuit / Fêtes O / N / N / O                                            | Voy. / an —                                                                         | Exploitant Vienne Mobilités (Cars Faure les dimanches et fêtes)                     |
| 2     | Desserte : - Villes et lieux desservis : Vienne (Château de la Bâtie, Hôpital Lucien-Hussel, Mont Salomon, Vallée de Gère, Pont Saint-Martin, Centre-ville, Place du jeu de Paume, Abbaye de Saint-André-le-Bas, Musée du cloître de Saint-André-le-Bas, Pont de Lattre-de-Tassigny, Quai Jean-Jaurès, Pont suspendu, Escaliers antiques, Cathédrale Saint-Maurice, Chapelle Saint-Théodore, Église Saint-Pierre, Musée archéologique Saint-Pierre, Place des Allobroges et Jardin du 8-Mai-1945, Cours Marc-Antoine-Brillier, Pyramide, IUT de Grenoble-Antenne de Vienne, Espace Saint-Germain, L'Isle, lycée Galilée, Stade Jean-Etcheberry, Collège de l'Isle) - Gare desservie : Vienne |                                                                                     |                                                                                     |                                                                                     |                                                                                             |                                                                                     |                                                                                     |                                                                                     |                                                                                     |
| 2     | Autre : - Arrêts non accessibles aux UFR : IME La Bâtie vers Hôpital, Hameau Guillemottes, Maison d'enfants, Ecole Maupas et Jardin de Ville vers Collège de l'Isle, Cours de Verdun vers Hôpital, Michel Servet vers Collège de l'Isle, La Pyramide, Denfert-Rochereau, Le Trente, Parmentier et Jean Moulin vers Collège de l'Isle. - Amplitudes horaires, : La ligne fonctionne du lundi au samedi de 5 h 35 à 21 h 50, le samedi de 5 h 35 à 21 h 50 et les dimanches et fêtes de 8 h 20 à 19 h 55. La fréquence est d'un bus toutes les 15 minutes en heures de pointe semaine, 30 minutes en heures creuses en semaine et le samedi et 90 minutes les dimanches et jours fériés. - Services scolaires : Du lundi au vendredi, la ligne dispose des services scolaires suivant : - Collège de l'Isle ↔ Saint-Romain-en-Gal - Lycée Ella Fitzgerald ; - Collège de l'Isle → Gare de Vienne (le soir). - Date de dernière mise à jour : 7 septembre 2024. |                                                                                     |                                                                                     |                                                                                     |                                                                                             |                                                                                     |                                                                                     |                                                                                     |                                                                                     |
| 2     | Dernière actualisation : — |                                                                                     |                                                                                     |                                                                                     |                                                                                             |                                                                                     |                                                                                     |                                                                                     |                                                                                     |
| 3     | Seyssuel — Collège Grange ⥋ Vienne — Malissol La Gère | Seyssuel — Collège Grange ⥋ Vienne — Malissol La Gère                               | Seyssuel — Collège Grange ⥋ Vienne — Malissol La Gère                               | Seyssuel — Collège Grange ⥋ Vienne — Malissol La Gère                               | Seyssuel — Collège Grange ⥋ Vienne — Malissol La Gère                                       | Seyssuel — Collège Grange ⥋ Vienne — Malissol La Gère                               | Seyssuel — Collège Grange ⥋ Vienne — Malissol La Gère                               | Seyssuel — Collège Grange ⥋ Vienne — Malissol La Gère                               | Seyssuel — Collège Grange ⥋ Vienne — Malissol La Gère                               |
| 3     | Ouverture / Fermeture 1er septembre 2022 / — | Longueur —                                                                          | Durée —                                                                             | Nb. d’arrêts 31                                                                     | Matériel Citelis 12 Urbanway 12 Urbanway 12 GNV Citaro C2                                   | Jours de fonctionnement L, Ma, Me, J, V, S                                          | Jour / Soir / Nuit / Fêtes O / N / N / N                                            | Voy. / an —                                                                         | Exploitant Vienne Mobilités                                                         |
| 3     | Desserte : - Villes et lieux desservis : Seyssuel (Collège Grange, Agrotec), Vienne (Centre-ville, Place du jeu de Paume, Abbaye de Saint-André-le-Bas, Musée du cloître de Saint-André-le-Bas, Pont de Lattre-de-Tassigny, Quai Jean-Jaurès, Pont suspendu, Escaliers antiques, Cathédrale Saint-Maurice, Chapelle Saint-Théodore, Église Saint-Pierre, Musée archéologique Saint-Pierre, Place des Allobroges et Jardin du 8-Mai-1945, Cours Marc-Antoine-Brillier, Rue Victor-Hugo, Jardin archéologique de Cybèle, Théâtre, Théâtre antique, Pipet, Malissol, Chambre des Métiers) et Pont-Évêque (Zone d'activités de Montplaisir) - Gare desservie : Vienne |                                                                                     |                                                                                     |                                                                                     |                                                                                             |                                                                                     |                                                                                     |                                                                                     |                                                                                     |
| 3     | Autre : - Arrêts non accessibles aux UFR : Collège Grange, Bon Accueil, Jardin de Ville vers Malissol, Les Célestes, Les Tupinières, L'Octroi vers Malissol, La Passardière, Roche Claire vers Collège Grange, Collonge vers Malissol, Jean Monnet, Les Hauts de Malissol, Les Hameaux de Malissol, Malissol La Ferme, Les Cèdres et Rond-Point de Malissol vers Collège Grange. - Amplitudes horaires, : La ligne fonctionne du lundi au vendredi de 6 h 15 à 20 h 20 et le samedi de 7 h à 20 h 20. La fréquence est d'un bus toutes les 45 minutes en semaine et 30 minutes le samedi. - Services scolaires : Du lundi au vendredi, la ligne dispose des services scolaires suivant : - Saint-Ignace → Collège Grange (le matin) ; - Collège Grange → Gare de Vienne (non assuré le mercredi) ; - Gare de Vienne → Malissol La Gère (le soir). - Date de dernière mise à jour : 11 novembre 2023. |                                                                                     |                                                                                     |                                                                                     |                                                                                             |                                                                                     |                                                                                     |                                                                                     |                                                                                     |
| 3     | Dernière actualisation : — |                                                                                     |                                                                                     |                                                                                     |                                                                                             |                                                                                     |                                                                                     |                                                                                     |                                                                                     |
| 4     | Vienne — Gare de Vienne ⥋ Pont-Évêque — Collège Brassens | Vienne — Gare de Vienne ⥋ Pont-Évêque — Collège Brassens                            | Vienne — Gare de Vienne ⥋ Pont-Évêque — Collège Brassens                            | Vienne — Gare de Vienne ⥋ Pont-Évêque — Collège Brassens                            | Vienne — Gare de Vienne ⥋ Pont-Évêque — Collège Brassens                                    | Vienne — Gare de Vienne ⥋ Pont-Évêque — Collège Brassens                            | Vienne — Gare de Vienne ⥋ Pont-Évêque — Collège Brassens                            | Vienne — Gare de Vienne ⥋ Pont-Évêque — Collège Brassens                            | Vienne — Gare de Vienne ⥋ Pont-Évêque — Collège Brassens                            |
| 4     | Ouverture / Fermeture 1er septembre 2022 / — | Longueur —                                                                          | Durée —                                                                             | Nb. d’arrêts 21                                                                     | Matériel Citelis 12 Urbanway 12 Urbanway 12 GNV Citaro C2                                   | Jours de fonctionnement L, Ma, Me, J, V, S                                          | Jour / Soir / Nuit / Fêtes O / N / N / N                                            | Voy. / an —                                                                         | Exploitant Vienne Mobilités                                                         |
| 4     | Desserte : - Villes et lieux desservis : Vienne (Cours Marc-Antoine-Brillier, Place des Allobroges et Jardin du 8-Mai-1945, Église Saint-Pierre, Musée archéologique Saint-Pierre, Escaliers antiques, Cathédrale Saint-Maurice, Chapelle Saint-Théodore, Centre-ville, Pont suspendu, Quai Jean-Jaurès, Pont de Lattre-de-Tassigny, Abbaye de Saint-André-le-Bas, Musée du cloître de Saint-André-le-Bas, Place du jeu de Paume, Pont Saint-Martin, Musée de l'industrie textile, Vallée de Gère) et Pont-Évêque (Zone d'activités Les Tanneries, Collège Brassens) - Gare desservie : Vienne |                                                                                     |                                                                                     |                                                                                     |                                                                                             |                                                                                     |                                                                                     |                                                                                     |                                                                                     |
| 4     | Autre : - Arrêts non accessibles aux UFR : Jardin de Ville vers la gare, Rabelais, Victor Faugier, Comte Roland, Le Pont vers la gare, Résidence de Cancanne, Les tanneries, Le St-Georges, Clair de Lune et La Revolée. - Amplitudes horaires, : La ligne fonctionne du lundi au vendredi de 5 h 50 à 20 h 35 et le samedi de 6 h 40 à 20 h 35. La fréquence est d'un bus toutes les 45 minutes. - Services scolaires : Du lundi au vendredi, la ligne dispose du service scolaire suivant : - Collège Brassens → Saint-Romain-en-Gal - Lycée Ella Fitzgerald (le matin). - Date de dernière mise à jour : 5 avril 2023. |                                                                                     |                                                                                     |                                                                                     |                                                                                             |                                                                                     |                                                                                     |                                                                                     |                                                                                     |
| 4     | Dernière actualisation : — |                                                                                     |                                                                                     |                                                                                     |                                                                                             |                                                                                     |                                                                                     |                                                                                     |                                                                                     |
| 5     | Givors — Gare de Givors-Ville ⥋ Chasse-sur-Rhône — Centre commercial Escalières | Givors — Gare de Givors-Ville ⥋ Chasse-sur-Rhône — Centre commercial Escalières     | Givors — Gare de Givors-Ville ⥋ Chasse-sur-Rhône — Centre commercial Escalières     | Givors — Gare de Givors-Ville ⥋ Chasse-sur-Rhône — Centre commercial Escalières     | Givors — Gare de Givors-Ville ⥋ Chasse-sur-Rhône — Centre commercial Escalières             | Givors — Gare de Givors-Ville ⥋ Chasse-sur-Rhône — Centre commercial Escalières     | Givors — Gare de Givors-Ville ⥋ Chasse-sur-Rhône — Centre commercial Escalières     | Givors — Gare de Givors-Ville ⥋ Chasse-sur-Rhône — Centre commercial Escalières     | Givors — Gare de Givors-Ville ⥋ Chasse-sur-Rhône — Centre commercial Escalières     |
| 5     | Ouverture / Fermeture 1er septembre 2022 / — | Longueur —                                                                          | Durée —                                                                             | Nb. d’arrêts 12                                                                     | Matériel Vectio C                                                                           | Jours de fonctionnement L, Ma, Me, J, V, S                                          | Jour / Soir / Nuit / Fêtes O / N / N / N                                            | Voy. / an —                                                                         | Exploitant Cars Faure                                                               |
| 5     | Desserte : - Villes et lieux desservis : Givors (Église Notre-Dame) et Chasse-sur-Rhône (Zone industrielle, Cimetière, Zone industrielle des Platières, centre-ville, mairie, zone commerciale de l'Escalières) - Gares desservies : Givors-Ville et Chasse-sur-Rhône à distance, à Quartier Gare. |                                                                                     |                                                                                     |                                                                                     |                                                                                             |                                                                                     |                                                                                     |                                                                                     |                                                                                     |
| 5     | Autre : - Arrêts non accessibles aux UFR : Gare de Givors-Ville (arrêt de descente), Givors Leclerc, Rond-point de Flévieu vers Givors, Cité Berquet, ZI des Platières, Place Jules Ferry vers Centre commercial et Mairie Chasse. - Amplitudes horaires, : La ligne fonctionne du lundi au vendredi de 6 h 20 à 20 h 40 et le samedi de 7 h 20 à 20 h 40. La fréquence est d'un bus toutes les 60 minutes. - Date de dernière mise à jour : 4 mars 2023. |                                                                                     |                                                                                     |                                                                                     |                                                                                             |                                                                                     |                                                                                     |                                                                                     |                                                                                     |
| 5     | Dernière actualisation : — |                                                                                     |                                                                                     |                                                                                     |                                                                                             |                                                                                     |                                                                                     |                                                                                     |                                                                                     |
| 6     | (Circulaire) Vienne — Gare de Vienne ⥋ via les Hauts-de-Vienne et Chemin de la Loge | (Circulaire) Vienne — Gare de Vienne ⥋ via les Hauts-de-Vienne et Chemin de la Loge | (Circulaire) Vienne — Gare de Vienne ⥋ via les Hauts-de-Vienne et Chemin de la Loge | (Circulaire) Vienne — Gare de Vienne ⥋ via les Hauts-de-Vienne et Chemin de la Loge | (Circulaire) Vienne — Gare de Vienne ⥋ via les Hauts-de-Vienne et Chemin de la Loge         | (Circulaire) Vienne — Gare de Vienne ⥋ via les Hauts-de-Vienne et Chemin de la Loge | (Circulaire) Vienne — Gare de Vienne ⥋ via les Hauts-de-Vienne et Chemin de la Loge | (Circulaire) Vienne — Gare de Vienne ⥋ via les Hauts-de-Vienne et Chemin de la Loge | (Circulaire) Vienne — Gare de Vienne ⥋ via les Hauts-de-Vienne et Chemin de la Loge |
| 6     | Ouverture / Fermeture 1er septembre 2022 / — | Longueur —                                                                          | Durée —                                                                             | Nb. d’arrêts 11                                                                     | Matériel Master III City                                                                    | Jours de fonctionnement L, Ma, Me, J, V, S                                          | Jour / Soir / Nuit / Fêtes O / N / N / N                                            | Voy. / an —                                                                         | Exploitant Vienne Mobilités                                                         |
| 6     | Desserte : - Villes et lieux desservis : Vienne (Centre-ville, Rue Victor-Hugo, Jardin archéologique de Cybèle, Théâtre, Théâtre antique, Hauts de Vienne) - Gare desservie : Vienne |                                                                                     |                                                                                     |                                                                                     |                                                                                             |                                                                                     |                                                                                     |                                                                                     |                                                                                     |
| 6     | Autre : - Arrêts non accessibles aux UFR : Tous, sauf Gare de Vienne. - Amplitudes horaires, : La ligne fonctionne du lundi au samedi à raison d'un aller le matin au départ de l'arrêt Chemin de la Loge vers la gare et d'un retour le soir sauf le samedi où il est assuré vers midi, plus un retour supplémentaire à midi le mercredi, vers les hauts de Vienne. - Particularités : La ligne ne fonctionne pas entre mi-juillet et fin-août. - Date de dernière mise à jour : 3 décembre 2022. |                                                                                     |                                                                                     |                                                                                     |                                                                                             |                                                                                     |                                                                                     |                                                                                     |                                                                                     |
| 6     | Dernière actualisation : — |                                                                                     |                                                                                     |                                                                                     |                                                                                             |                                                                                     |                                                                                     |                                                                                     |                                                                                     |
| 7     | Vienne — Gare de Vienne ⥋ Estrablin — Le Bois Balay / La Perrière | Vienne — Gare de Vienne ⥋ Estrablin — Le Bois Balay / La Perrière                   | Vienne — Gare de Vienne ⥋ Estrablin — Le Bois Balay / La Perrière                   | Vienne — Gare de Vienne ⥋ Estrablin — Le Bois Balay / La Perrière                   | Vienne — Gare de Vienne ⥋ Estrablin — Le Bois Balay / La Perrière                           | Vienne — Gare de Vienne ⥋ Estrablin — Le Bois Balay / La Perrière                   | Vienne — Gare de Vienne ⥋ Estrablin — Le Bois Balay / La Perrière                   | Vienne — Gare de Vienne ⥋ Estrablin — Le Bois Balay / La Perrière                   | Vienne — Gare de Vienne ⥋ Estrablin — Le Bois Balay / La Perrière                   |
| 7     | Ouverture / Fermeture 1er septembre 2022 / — | Longueur —                                                                          | Durée —                                                                             | Nb. d’arrêts 16                                                                     | Matériel Citelis 12 Urbanway 12 Urbanway 12 GNV Citaro C2                                   | Jours de fonctionnement L, Ma, Me, J, V, S                                          | Jour / Soir / Nuit / Fêtes O / N / N / N                                            | Voy. / an —                                                                         | Exploitant Vienne Mobilités                                                         |
| 7     | Desserte : - Villes et lieux desservis : Vienne (Centre-ville, Rue Victor-Hugo, Jardin archéologique de Cybèle, Théâtre, Théâtre antique, Pipet), Jardin (quartiers nord) et Estrablin (Centre-ville, mairie) - Gare desservie : Vienne |                                                                                     |                                                                                     |                                                                                     |                                                                                             |                                                                                     |                                                                                     |                                                                                     |                                                                                     |
| 7     | Autre : - Arrêts non accessibles aux UFR : Les Célestes, Les Tupinières, L'Octroi vers Estrablin, La Passardière, La Petite Rente vers Estrablin, Gedimat, Collonge D538, Berardier Place, Le Tonkin, Estrablin Le Pinay, Perrière, Le Village et Estrablin Le Bois Balay vers Estrablin. - Amplitudes horaires, : La ligne fonctionne du lundi au vendredi à raison de quatre allers-retours par jour et le samedi à raison de trois allers-retours par jour. - Services scolaires : Du lundi au vendredi, la ligne dispose du service scolaire suivant : - Gare de Vienne ↔ Nicolas Chorier. - Date de dernière mise à jour : 5 avril 2023. |                                                                                     |                                                                                     |                                                                                     |                                                                                             |                                                                                     |                                                                                     |                                                                                     |                                                                                     |
| 7     | Dernière actualisation : — |                                                                                     |                                                                                     |                                                                                     |                                                                                             |                                                                                     |                                                                                     |                                                                                     |                                                                                     |
| 134   | Givors — Gare de Givors-Ville ⥋ Condrieu — La Maladière | Givors — Gare de Givors-Ville ⥋ Condrieu — La Maladière                             | Givors — Gare de Givors-Ville ⥋ Condrieu — La Maladière                             | Givors — Gare de Givors-Ville ⥋ Condrieu — La Maladière                             | Givors — Gare de Givors-Ville ⥋ Condrieu — La Maladière                                     | Givors — Gare de Givors-Ville ⥋ Condrieu — La Maladière                             | Givors — Gare de Givors-Ville ⥋ Condrieu — La Maladière                             | Givors — Gare de Givors-Ville ⥋ Condrieu — La Maladière                             | Givors — Gare de Givors-Ville ⥋ Condrieu — La Maladière                             |
| 134   | Ouverture / Fermeture 8 juillet 2013 / — | Longueur 23,2 km                                                                    | Durée 35 min                                                                        | Nb. d’arrêts 28                                                                     | Matériel Crossway                                                                           | Jours de fonctionnement L, Ma, Me, J, V, S, D                                       | Jour / Soir / Nuit / Fêtes O / N / N / O                                            | Voy. / an —                                                                         | Exploitant Les Courriers Rhodaniens                                                 |
| 134   | Desserte : - Villes et lieux desservis : Givors (Pont de Chasse), Loire-sur-Rhône (Ancienne gare), Saint-Romain-en-Gal (Village, mairie, ancienne gare, lycée Ella Fitzgerald, Musée gallo-romain, Zone d'activités le Trye), Sainte-Colombe (centre-ville, Maison de Thalie, Maison des Bacchantes, mairie, Tour des Valois), Saint-Cyr-sur-le-Rhône (centre nautique), Ampuis (centre-ville, mairie), Tupin-et-Semons (Tupin) et Condrieu (Collège Le Bassenon, centre-ville, ancienne gare, centre hospitalier, quartier de la Maladière) - Gare desservie : Givors-Ville |                                                                                     |                                                                                     |                                                                                     |                                                                                             |                                                                                     |                                                                                     |                                                                                     |                                                                                     |
| 134   | Autre : - Arrêts non accessibles aux UFR : Gare de Givors-Ville, Place de la liberté, Port de Bief, Tour du Bans, La Lône, Freyssinet RD386, Gare SNCF (Loire-sur-Rhône), Place Libération, Capas vers Givors, Hameau Barlet, Lycée Ella Fitzgerald, Mairie de Ste-Colombe vers Condrieu, Trénel, Verenay, La Roche vers Givors, Le Goutay, Tupin et Centre (Condrieu) vers Givors, Maison de Santé, Centre hospitalier et Condrieu - La Maladière. - Amplitudes horaires, : La ligne fonctionne du lundi au vendredi à raison de 17 allers-retours par jour entre 6 h 5 à 20 h 25, le samedi à raison de cinq allers-retours par jour et les dimanches et fêtes à raison de quatre allers-retours par jour. - Services scolaires : Du lundi au vendredi, la ligne dispose des services scolaires suivant : - Freyssinet RD386 → Condrieu Centre via le collège Le Bassenon (le matin) ; - Sainte-Colombe Mairie → Condrieu Centre via le collège Le Bassenon (le matin) ; - Condrieu - Collège Le Bassenon → Saint-Romain-en-Gal - Lycée Ella Fitzgerald (le soir, sauf le mercredi où le service est assuré à midi) ; - Ampuis - Place de l'église ↔ Saint-Romain-en-Gal - Lycée Ella Fitzgerald ; - Condrieu - Collège Le Bassenon → Freyssinet RD386 (le mercredi midi). - Histoire : La ligne a vu le jour le 8 juillet 2013 au sein du réseau Les cars du Rhône sous le numéro 34, puis renumérotée 134 le 31 août 2015. Le 1er septembre 2018, elle est reprise par Vienne Condrieu Agglomération, d'abord en dehors du réseau L'va puis pleinement intégrée le 3 janvier 2022. - Date de dernière mise à jour : 27 novembre 2023. |                                                                                     |                                                                                     |                                                                                     |                                                                                             |                                                                                     |                                                                                     |                                                                                     |                                                                                     |
| 134   | Dernière actualisation : — |                                                                                     |                                                                                     |                                                                                     |                                                                                             |                                                                                     |                                                                                     |                                                                                     |                                                                                     |

### Lignes scolaires
Vienne Condrieu Agglomération est desservi par plusieurs services scolaires fonctionnant du lundi au vendredi.
Depuis le 9 décembre 2012 les horaires des services scolaires de Vienne (lignes 90, 92, 94, 97 et 98), chargées pour la plupart de desservir le Lycée Ella Fitzgerald de Saint-Romain-en-Gal, sont intégrés aux lignes régulières comme des renforts scolaires.
| No    | Parcours                                                                       | Matin      | Midi                     | Soir                       | Période         |
| ----- | ------------------------------------------------------------------------------ | ---------- | ------------------------ | -------------------------- | --------------- |
| 100   | Gare de Vienne ↔ Collège de l'Isle                                             | 1 départ   | /                        | 1 retour (sauf mercredi)   | L, Ma, Me, J, V |
| 201   | Vienne ↔ Saint-Sorlin-de-Vienne                                                | 1 départ   | 1 retour (le mercredi)   | 1 retour (sauf mercredi)   | L, Ma, Me, J, V |
| 702   | Ampuis ↔ Condrieu                                                              | 1 départ   | 1 retour (le mercredi)   | 2 retours (sauf mercredi)  | L, Ma, Me, J, V |
| 709   | Tupin-et-Semons ↔ Saint-Romain-en-Gal                                          | 1 départ   | 1 retour (le mercredi)   | 1 retour (sauf mercredi)   | L, Ma, Me, J, V |
| 710   | Tupin-et-Semons ↔ Tupin-et-Semons (rabattement sur la ligne 711 pour Condrieu) | 1 départ   | /                        | 1 retour                   | L, Ma, J, V     |
| 711   | Condrieu ↔ Vienne                                                              | 2 départs  | 2 retours (le mercredi)  | 4 retours (sauf mercredi)  | L, Ma, Me, J, V |
| 712   | Échalas ↔ Givors                                                               | 2 départs  | 1 retour (le mercredi)   | 2 retours (sauf mercredi)  | L, Ma, Me, J, V |
| 713   | Les Haies ↔ Condrieu                                                           | 1 départ   | 1 retour (le mercredi)   | 2 retours (sauf mercredi)  | L, Ma, Me, J, V |
| 716   | Les Haies ↔ Condrieu                                                           | 2 départs  | 1 retour (le mercredi)   | 1 retour (sauf mercredi)   | L, Ma, Me, J, V |
| 718   | Desserte de l'école primaire de Longes                                         | 1 départ   | /                        | 1 retour                   | L, Ma, J, V     |
| 719   | Desserte de l'école primaire de Longes                                         | 1 départ   | /                        | 1 retour                   | L, Ma, J, V     |
| 748   | Longes ↔ Longes (rabattement sur les lignes 759 et 770)                        | 1 départ   | 1 retour (le mercredi)   | 1 retour (sauf mercredi)   | L, Ma, Me, J, V |
| 749   | Saint-Romain-en-Gier ↔ Mornant                                                 | 2 départs  | 2 retours (le mercredi)  | 2 retours (sauf mercredi)  | L, Ma, Me, J, V |
| 750   | Échalas ↔ Givors                                                               | 3 départs  | 4 retours (le mercredi)  | 5 retours (sauf mercredi)  | L, Ma, Me, J, V |
| 759   | Les Haies ↔ Rive-de-Gier                                                       | 2 départs  | 2 retours (le mercredi)  | 3 retours (sauf mercredi)  | L, Ma, Me, J, V |
| 762   | Trèves ↔ Saint-Romain-en-Gal                                                   | 1 départ   | 1 retour (le mercredi)   | 1 retour (sauf mercredi)   | L, Ma, Me, J, V |
| 764   | Ampuis ↔ Condrieu                                                              | 1 départ   | 2 retours (le mercredi)  | 2 retours (sauf mercredi)  | L, Ma, Me, J, V |
| 769   | Loire-sur-Rhône ↔ Givors                                                       | 1 départ   | 1 retour (le mercredi)   | 1 retour (sauf mercredi)   | L, Ma, Me, J, V |
| 770   | Trèves ↔ Condrieu                                                              | 1 départ   | 1 retour (le mercredi)   | 1 retour (sauf mercredi)   | L, Ma, Me, J, V |
| 2040  | Gare de Vienne ↔ Seyssuel ↔ Chasse-sur-Rhône                                   | 12 départs | 9 retours (le mercredi)  | 15 retours (sauf mercredi) | L, Ma, Me, J, V |
| 2060  | Chasse-sur-Rhône ↔ Givors                                                      | 1 départ   | 1 retour (le mercredi)   | 1 retour (sauf mercredi)   | L, Ma, Me, J, V |
| 2760  | Gare de Vienne ↔ Chuzelles ↔ Villette-de-Vienne ↔ Luzinay ↔ Valencin           | 16 départs | 10 retours (le mercredi) | 17 retours (sauf mercredi) | L, Ma, Me, J, V |
| PCHU  | Desserte de l'école primaire de Chuzelles                                      | 1 départ   | /                        | 1 retour                   | L, Ma, J, V     |
| PESB  | Desserte de l'école primaire d'Estrablin                                       | 2 départs  | /                        | 2 retours                  | L, Ma, J, V     |
| PEV   | Moidieu-Détourbe ↔ Pont-Évêque                                                 | 4 départs  | 3 retours (le mercredi)  | 5 retours (sauf mercredi)  | L, Ma, Me, J, V |
| PEYZ  | Desserte de l'école primaire d'Eyzin-Pinet                                     | 2 départs  | /                        | 2 retours                  | L, Ma, J, V     |
| PMOID | Desserte de l'école primaire de Moidieu-Détourbe                               | 1 départ   | /                        | 1 retour                   | L, Ma, J, V     |
| PSEP  | Desserte de l'école primaire de Septème                                        | 1 départ   | /                        | 1 retour                   | L, Ma, J, V     |
| VIE03 | Gare de Vienne ↔ Pont-Évêque ↔ Estrablin ↔ Eyzin-Pinet ↔ Villeneuve-de-Marc    | 4 départs  | 3 retours (le mercredi)  | 4 retours (sauf mercredi)  | L, Ma, Me, J, V |
| VIE04 | Gare de Vienne ↔ Jardin ↔ Saint-Sorlin-de-Vienne ↔ Châlon                      | 5 départs  | 4 retours (le mercredi)  | 8 retours (sauf mercredi)  | L, Ma, Me, J, V |
| VIE05 | Gare de Vienne ↔ Reventin-Vaugris ↔ Les Côtes-d'Arey ↔ Cheyssieu               | 5 départs  | 5 retours (le mercredi)  | 8 retours (sauf mercredi)  | L, Ma, Me, J, V |

### Transport à la demande

#### Histoire du transport sur réservation
Le premier service de transport à la demande, mis en place au temps du réseau SUV et nommé Tadéo, est créé le 5 septembre 2003 et couvrait les 18 communes de la communauté d'agglomération du Pays Viennois, : il permet via 300 points d'arrêts — signalés par un soleil peint au sol — répartis en sept secteurs de relier les communes ou quartiers non couverts par les lignes régulières de se rendre au centre de Vienne ou de Pont-Évêque ; le service est effectués à l'aide des minibus aux couleurs du SUV, de taxis ou de voitures aux couleurs Tadéo.
Avec la mise en place du réseau L'va le 1er septembre 2008, Tadéo est rebaptisé L'va à la demande et abandonne la tarification spécifique propre au service. En outre, quatre lignes à itinéraires et horaires fixes sont créées, mais ne desservent pas tout le territoire pour lequel le fonctionnement préexistant est conservé.
Le 1er septembre 2010, les lignes 55 et 56 sont créées, mettant fin au fonctionnement zonal, sauf pour Chasse-sur-Rhône et Saint-Romain-en-Gal.
|     | Parcours                                                                  | Fréquence     | Période            |
| --- | ------------------------------------------------------------------------- | ------------- | ------------------ |
| 51  | Gare de Vienne ↔ Estrablin ↔ Septème                                      | 2 à 3 départs | L, Ma, Me, J, V, S |
| 52  | Gare de Vienne ↔ Jardin ↔ Estrablin ↔ Moidieu-Détourbe ↔ Eyzin-Pinet      | 5 à 6 départs | L, Ma, Me, J, V, S |
| 53  | Gare de Vienne ↔ Reventin-Vaugris ↔ Chonas-l'Amballan ↔ Les Côtes-d'Arey  | 3 à 4 départs | L, Ma, Me, J, V, S |
| 54  | Gare de Vienne ↔ Chuzelles ↔ Villette-de-Vienne ↔ Serpaize ↔ Luzinay      | 4 départs     | L, Ma, Me, J, V, S |
| 55  | Gare de Vienne ↔ les Hauts de Vienne ↔ Saint-Sorlin-de-Vienne ↔ Estrablin | 2 à 4 départs | L, Ma, Me, J, V, S |
| 56  | Gare de Vienne ↔ Seyssuel                                                 | 3 à 4 départs | L, Ma, Me, J, V, S |
| TAD | Mairie de Chasse-sur-Rhône ↔ Desserte de Chasse-sur-Rhône                 | 2 à 3 départs | L, Ma, Me, J, V, S |
| TAD | Gare de Vienne ↔ Desserte de Saint-Romain-en-Gal                          | 2 à 3 départs | L, Ma, Me, J, V, S |

Le 19 décembre 2011, le service redevient zonal autour des nouvelles zones 50 à 56, les secteurs zonaux préexistant étant regroupés sous le numéro 57.
| Zone | Parcours                                                                             | Fréquence | Période            |
| ---- | ------------------------------------------------------------------------------------ | --------- | ------------------ |
| 50   | Gare de Vienne ↔ Estrablin                                                           |           | L, Ma, Me, J, V, S |
| 51   | Gare de Vienne ↔ Pont-Évêque / Septème                                               |           | L, Ma, Me, J, V, S |
| 52   | Gare de Vienne ↔ Jardin / Moidieu-Détourbe / Eyzin-Pinet                             |           | L, Ma, Me, J, V, S |
| 53   | Gare de Vienne ↔ Reventin-Vaugris / Chonas-l'Amballan / Les Côtes-d'Arey             |           | L, Ma, Me, J, V, S |
| 54   | Gare de Vienne ↔ Villette-de-Vienne / Serpaize / Luzinay                             |           | L, Ma, Me, J, V, S |
| 55   | Gare de Vienne / les Hauts de Vienne / Saint-Sorlin-de-Vienne                        |           | L, Ma, Me, J, V, S |
| 56   | Gare de Vienne ↔ Seyssuel / Chuzelles                                                |           | L, Ma, Me, J, V, S |
| 57   | Mairie de Chasse-sur-Rhône ↔ Chasse-sur-Rhône / Gare de Vienne ↔ Saint-Romain-en-Gal |           | L, Ma, Me, J, V, S |

Le 2 janvier 2014, une offre spécifique aux zones d'activités (ZA) est mise en place sous le nom L'va sur demande entreprises pour les secteurs suivants : ZA des Platières à Chasse-sur-Rhône, ZA du Saluant à Reventin-Vaugris et ZA du Rocher à Estrablin au départ des gares de Chasse-sur-Rhône et Vienne.
Un an et demi après la création de Vienne Condrieu Agglomération et un an après sa prise de compétence transport sur le Pays de Condrieu, de nouvelles lignes à la demandent voient le jour le 9 septembre 2019, mais non intégrées au réseau L'va.
| No  | Parcours                                              | Période            |
| --- | ----------------------------------------------------- | ------------------ |
| L11 | Les Haies ↔ Condrieu ↔ Gare de Vienne                 | L, Ma, Me, J, V, S |
| L12 | Les Haies ↔ Saint-Cyr-sur-le-Rhône ↔ Gare de Vienne   | L, Ma, Me, J, V, S |
| L21 | Échalas ↔ Gare de Givors-Ville ↔ Saint-Romain-en-Gier | L, Ma, Me, J, V, S |
| L22 | Loire-sur-Rhône ↔ Gare de Givors-Ville                | L, Ma, Me, J, V, S |
| L31 | Longes ↔ Rive-de-Gier                                 | L, Ma, Me, J, V, S |

Le 3 janvier 2022, les lignes à la demande du Pays de Condrieu sont intégrées au réseau L'va dans le cadre de la nouvelle délégation de service public unique à l'ensemble du territoire,.
Le 25 avril 2022, l'ensemble des services préexistants (« L'va à la demande », « L'va sur demande entreprises » et lignes de la région de Condrieu) sont remplacés par un nouveau service découpé en quatre zones, la « Navette l'va ».

#### La navette L'va
Afin de desservir les communes trop petites pour bénéficier d'une ligne régulière, Vienne Condrieu Agglomération a mis en place un service sur réservation composé de quatre zones et permettant des déplacements entre un arrêt d'une zone et un point de rabattement (gares, hôpitaux, zones d'activités, commerces) à Chasse-sur-Rhône, Chonas-l'Amballan, Condrieu, Estrablin, Givors, Pont-Évêque, Rive-de-Gier, Saint-Romain-en-Gal, Sainte-Colombe, Seyssuel, et Vienne selon le secteur.
Les dessertes sont assurés du lundi au samedi avec des horaires prédéfinis aux points de rabattement.
| Nom                     | Zone de desserte | Période            |
| ----------------------- | --- | ------------------ |
| Rive droite Gier (RDG)  | Échalas, Loire-sur-Rhône, Longes, Saint-Romain-en-Gier et Trèves | L, Ma, Me, J, V, S |
| Rive droite Rhône (RDR) | Ampuis, Condrieu, Les Haies, Saint-Cyr-sur-le-Rhône, Saint-Romain-en-Gal, Sainte-Colombe et Tupin-et-Semons                                                                                              | L, Ma, Me, J, V, S |
| Rive gauche Sud (RGS)   | Chonas-l'Amballan, Estrablin, Eyzin-Pinet, Jardin, Les Côtes-d'Arey, Meyssiez, Moidieu-Détourbe, Reventin-Vaugris, Saint-Sorlin-de-Vienne et secteurs de la rue Vermaine et des Hauts de Vienne à Vienne | L, Ma, Me, J, V, S |
| Rive gauche Nord (RGN)  | Chasse-sur-Rhône, Chuzelles, Luzinay, Pont-Évêque, Septème, Serpaize, Seyssuel, quartier des Charavelles à Vienne et Villette-de-Vienne                                                                  | L, Ma, Me, J, V, S |

#### La navette L'va PMR
Mis en place en janvier 2009, le service PMR (Personnes à mobilité réduite) est destiné aux personnes handicapées ne pouvant utiliser le réseau régulier. Ce service fonctionne sur réservation téléphonique de 9 heures à 18 heures du lundi au samedi sauf jours fériés. La réservation se fait au plus tard la veille de son déplacement et avant 17 heures.

## Identité visuelle

### Logo

Logo du SUV dans les années 1980[33]
Logo du SUV de 1998 à 2008[34]
Logo de L'va, depuis 2008

### Livrée des véhicules

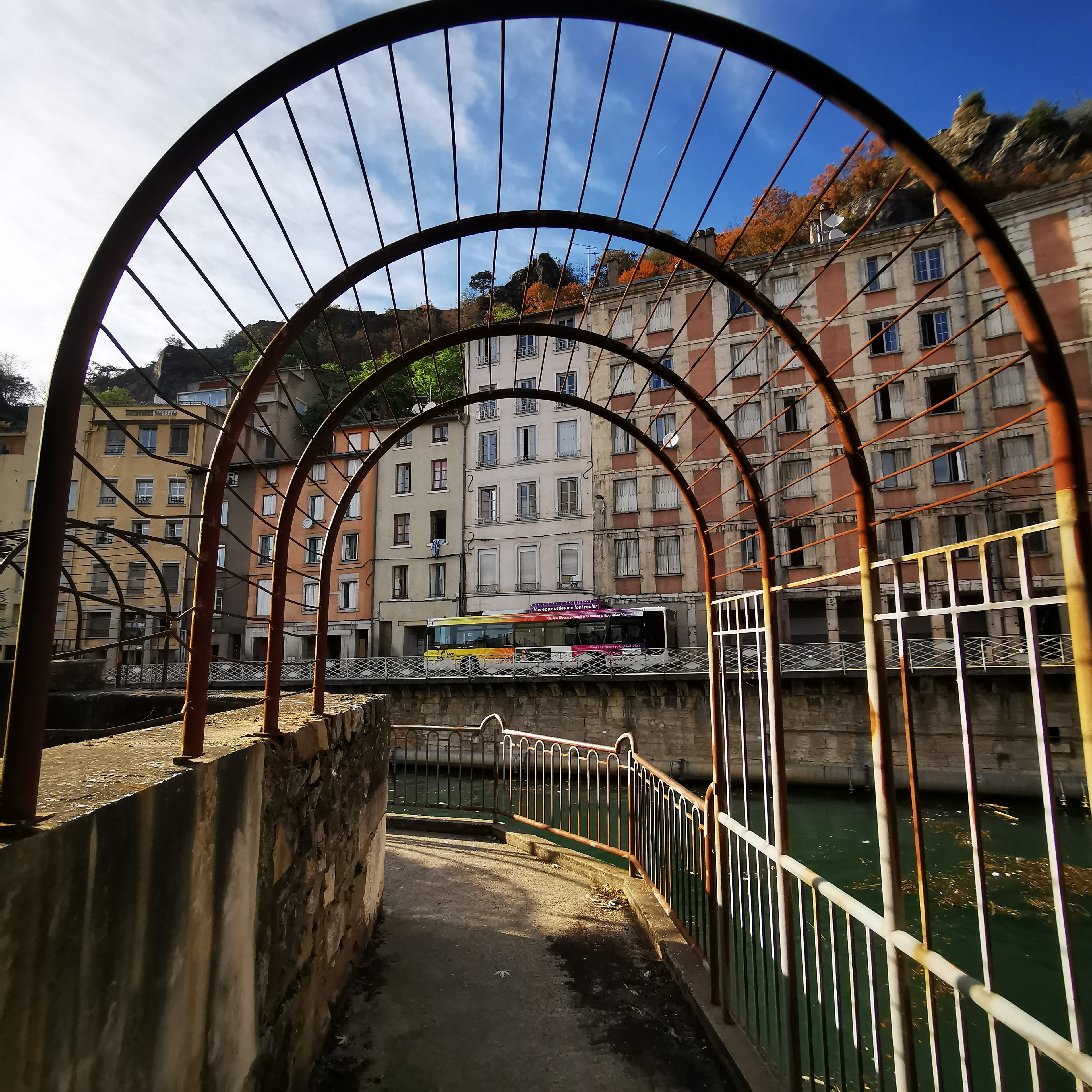
L'va adopte le slogan vos eaux usées me font rouler accompagné de la mention pour biogaz produit à la station d'épuration Vienne-Sud sur ses bus roulant au biogaz.

Initialement, les véhicules étaient vert, comme la décoration standard des VFD, et le sont restés jusqu'à l'apparition des Chausson.
Dans les années 1980, la livrée du SUV était bicolore orange et blanc au niveau des vitres et du toit, en cours de transition vers une autre livrée à base de blanc avec des bandes oranges.
Entre 1998 et 2008, la livrée adoptée par le SUV repose sur une dominante blanche avec des arc-de-cercle rouge et bleu et d'autres gris vers l'arrière évoquant les gradins du théâtre antique de Vienne ; les pare-chocs sont peints en blanc cassé.
La livrée L'va, apparue en 2008, tranche radicalement avec la livrée précédente puisque composée d'un dégradé allant du violet au jaune en passant par le fuchsia et le orange. Le monogramme de la communauté d'agglomération est répété sur les pare-chocs latéraux peint en blanc cassé de la même façon, avec quelques adaptations selon les modèles, et des courbes grises se superposent au dégradé sur le haut du véhicule.

## Exploitation

### Le dépôt

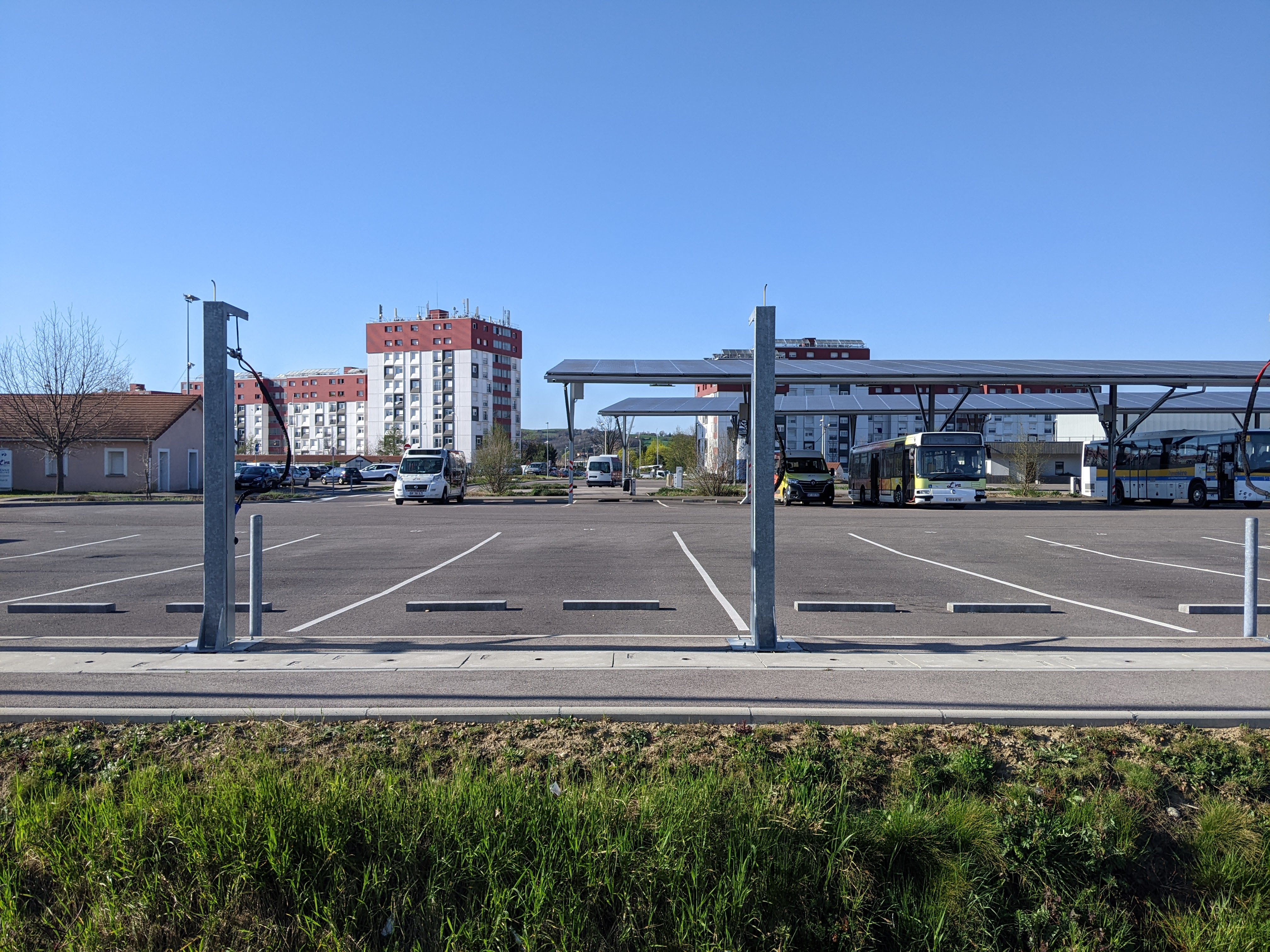
La « plateforme de Mobilité ».

Le dépôt, aussi baptisé « plateforme de Mobilité », est installé depuis 1979 dans la zone d'activités de Montplaisir sur la commune de Pont-Évêque (45° 31′ 32″ N, 4° 55′ 20″ E). Accessible via l'arrêt Z.A. de Montplaisir de la ligne 1, il a la particularité d'être partagé entre trois opérateurs : Vienne Mobilités pour le réseau L'va, la SEM VFD et les Cars Faure.
En 2015, un diagnostic a fait état d'une obsolescence des installations et des bâtiments. La première pierre du nouveau site a été posée le 22 juin 2018, marquant le début d'un chantier de deux ans, le site a été intégralement reconstruit sans pour autant interrompre l'activité, notamment les ateliers et la station de Diesel et d'AdBlue, : Le site dispose d'un nouveau bâtiment de 1 000 m2 comprenant un atelier destiné à la maintenance des bus disposant de cinq travées et des locaux et des bureaux pour le personnel de l'atelier. Enfin, deux ombrières recouvertes d'un total de 1 600 m2 recouvrent le parking qui a été entièrement repensé. Le site a été équipé par la même occasion de cinq postes de recharge de bioGNV, qui sont alimentés par deux compresseurs, mais la structure est prévue pour être évolutive,. Le bioGNV est fourni par la station d'épuration de Reventin-Vaugris grâce à un contrat, pionnier en France, qui prévoit que durant 15 ans 20 % du biogaz produit servent de carburant aux bus et aux camions-poubelles de l'agglomération.
Inauguré le 22 septembre 2020, ce nouveau dépôt a coûté 3,789 millions d'euros dont 791 383 euros pris en charge par l'État et un million d'euros par le département de l'Isère.

### Les arrêts

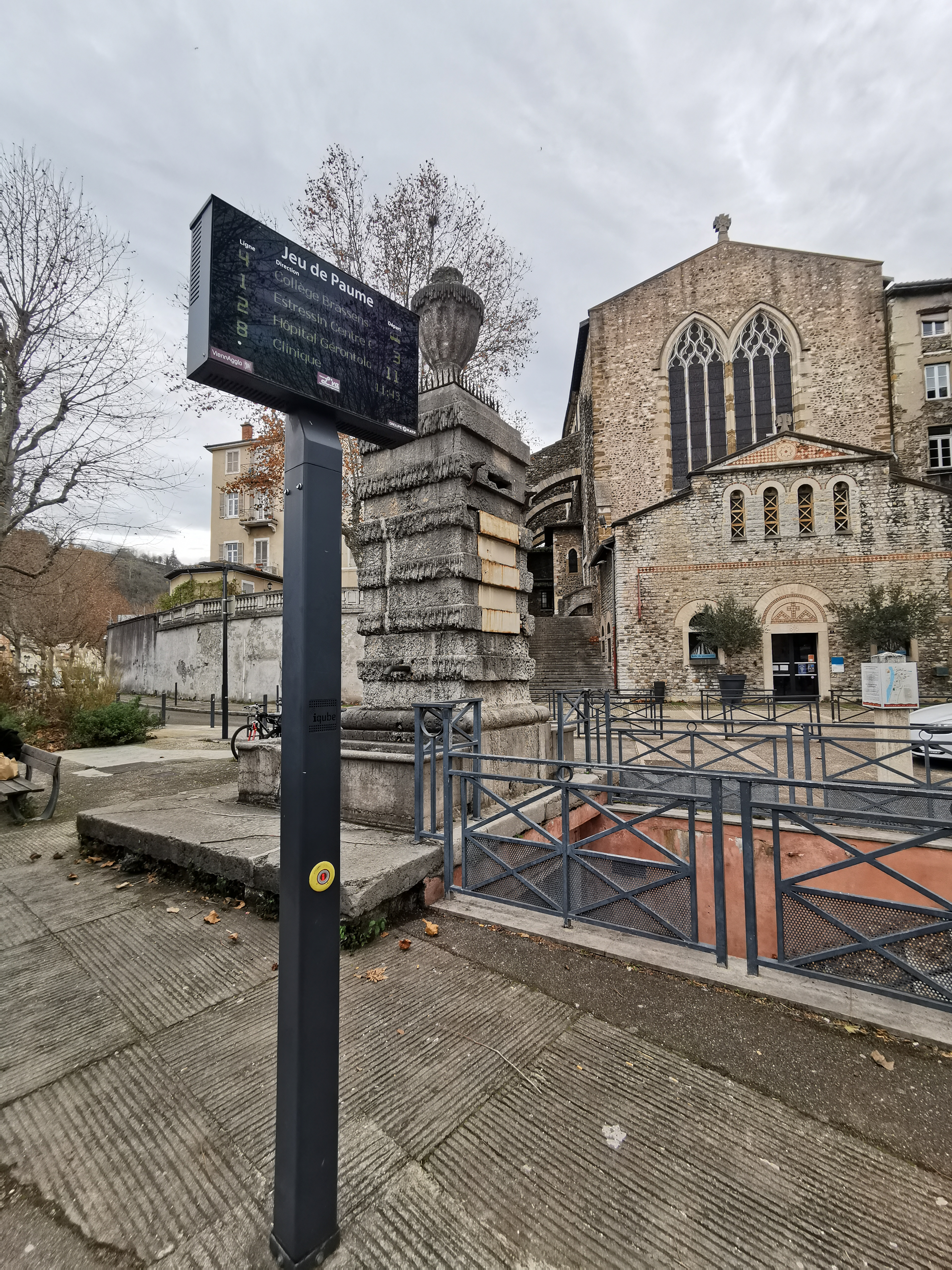
Borne d'information dynamique Jeu de Paume, hors service depuis 2023.

Le réseau se compose de 132 arrêts de bus urbains dont 55 % étaient accessibles en 2020, de 269 arrêts de transport à la demande et de 71 arrêts spécifiques aux autocars régionnaux à l'intérieur de Vienne Condrieu Agglomération, sur le périmètre correspondant à l'ancienne intercommunalité ViennAgglo.
Le mobilier urbain est composé de poteaux d'arrêts gris clair de modèle spécifique au réseau et hérités du SUV et d'abribus de couleur noire.
La signalétique est complète et claire sur les différents types de mobilier (Numéro de ligne, destination, nom de l'arrêt, horaires...), l'abribus est de plus pourvu d'un plan du réseau.
L'arrêt Jeu de Paume est équipé depuis 2009 d'une borne d'information dynamique en temps réel permettant aux usagers de connaître le temps d'attente du prochain bus et les conditions de trafic du réseau.
Concernant la ligne 134, sa signalétique est plus hétéroclite car une partie du mobilier est héritée des cars du Rhône, une autre est commune avec celle des Cars Région sur les arrêts commun avec la ligne L40 et certains arrêts ont des poteaux aux couleurs de Vienne Condrieu Agglomération.

### État de parc

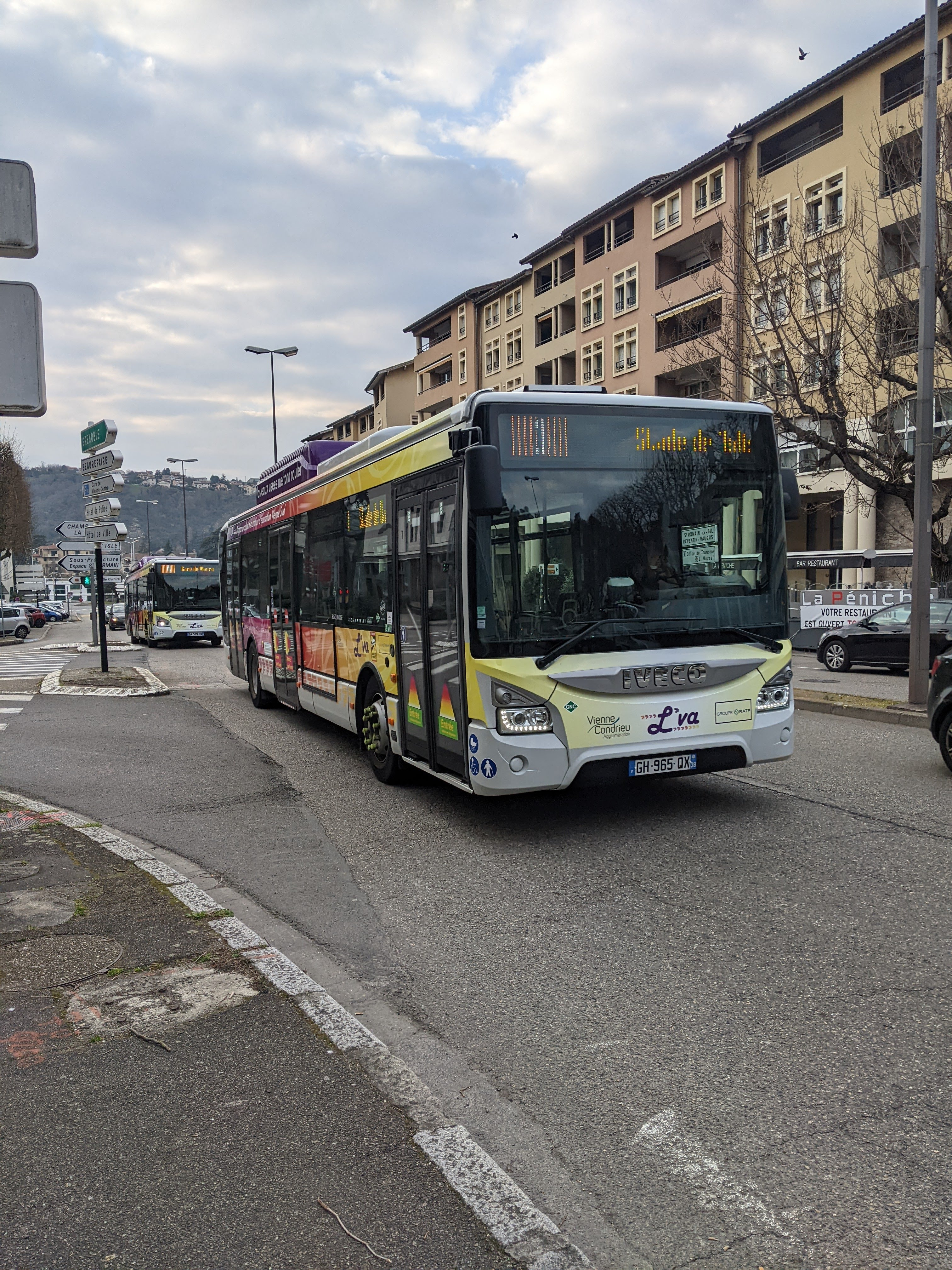
L'Iveco Bus Urbanway 12 est le modèle le plus présent sur le réseau.

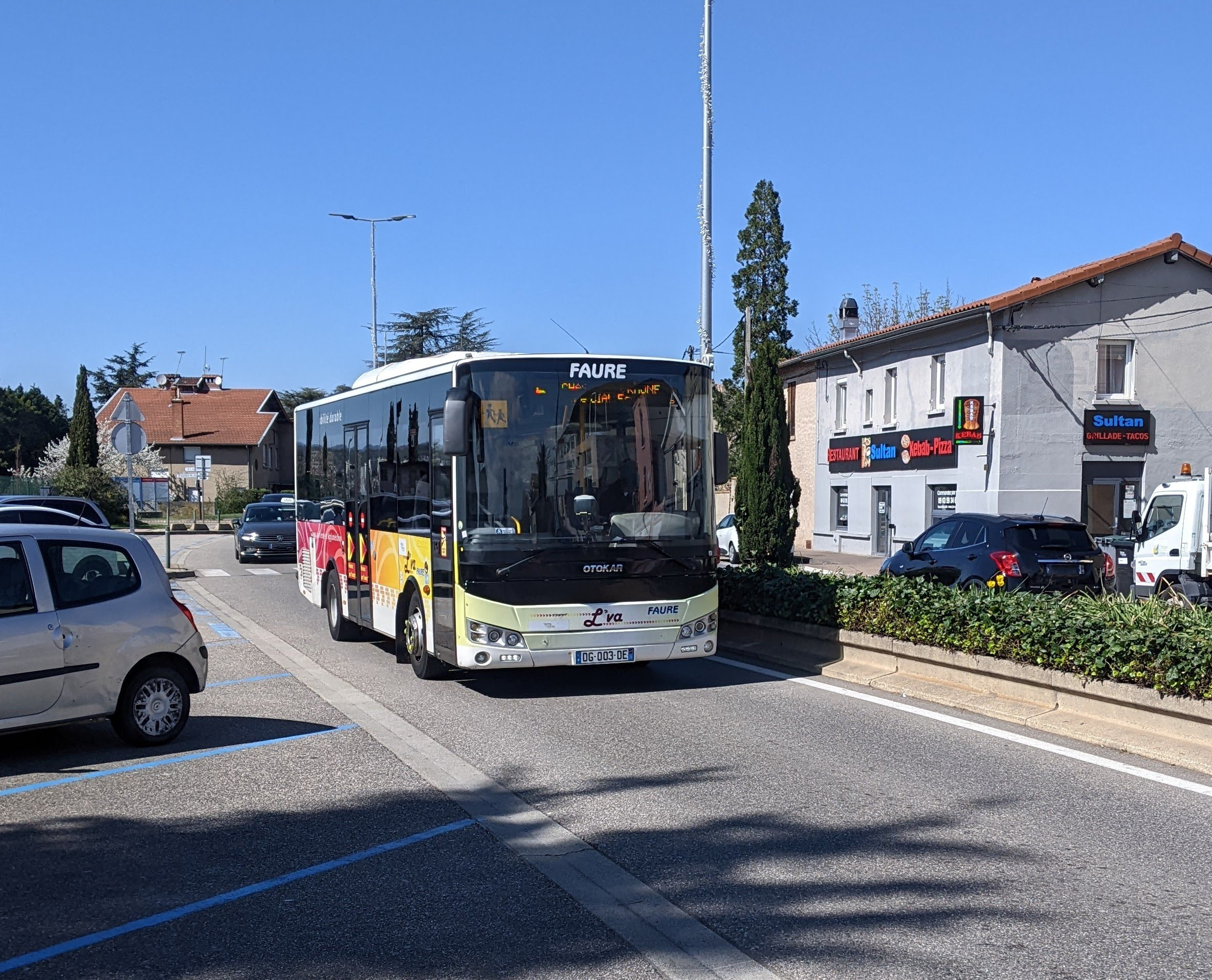
La ligne 5 est sous-traitée aux Cars Faure.

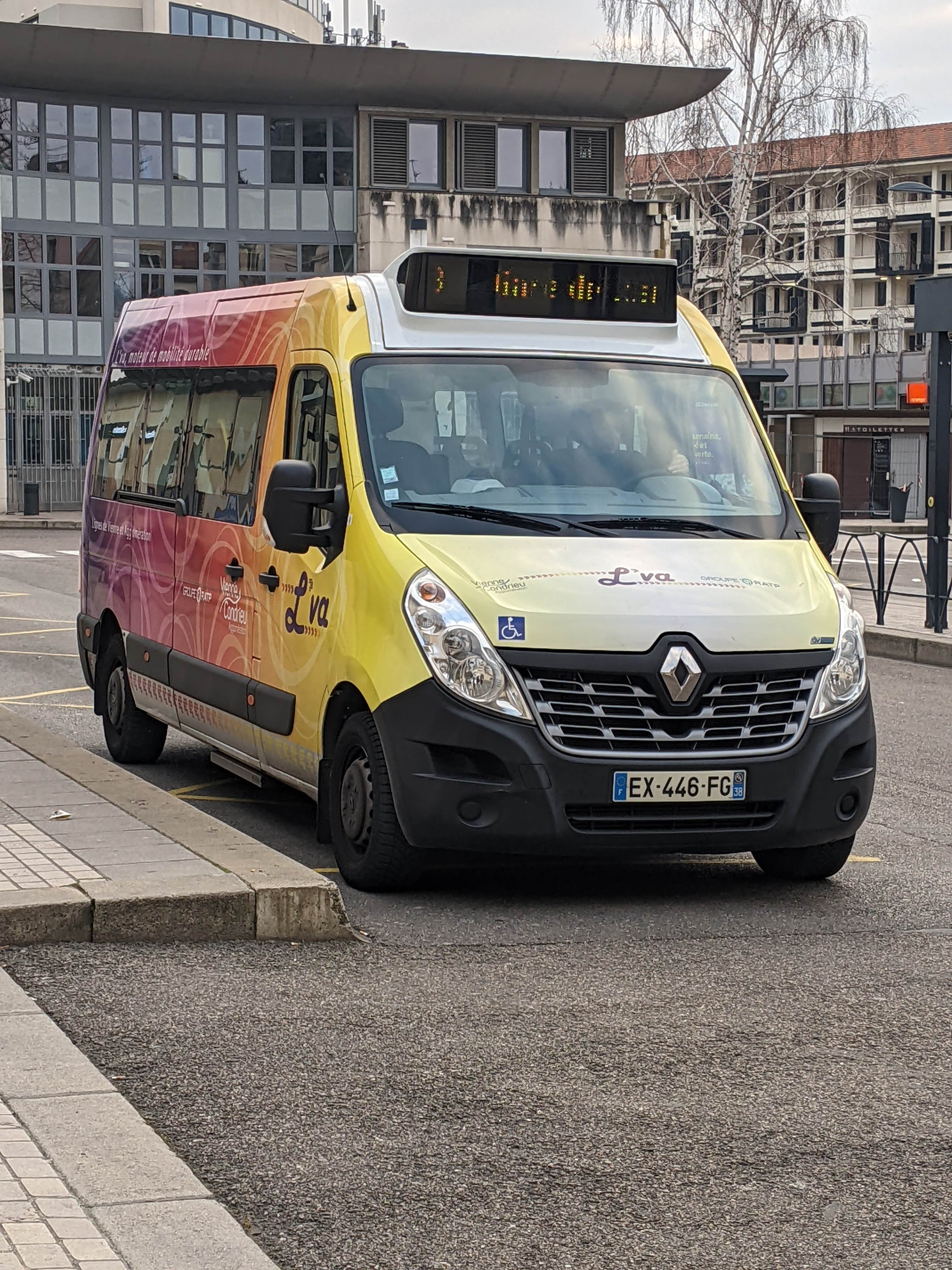
Un Renault-Durisotti Master sur l'ancienne ligne 8, qui dessert Sainte-Colombe dans le Rhône.

Le réseau L'va dispose de 27 autobus standards de 12 m (dont huit roulant au GNV mis en service entre 2020 et 2022), deux midibus affrétés par les Cars Faure et au moins sept minibus de 6 m, soit un total de 36 véhicules. Les bus du réseau L'va, hors véhicules des Cars Faure, sont la propriété de l'autorité organisatrice Vienne Condrieu Agglomération.
La flotte du délégataire Vienne Mobilités est entièrement accessible aux personnes à mobilité réduite et tous les bus sont équipés du SAEIV ainsi que de la vidéosurveillance depuis 2011.
Les autocars assurant la desserte de la ligne 134 et des services scolaires ainsi que les taxis et autres véhicules assurant la sous-traitance de la Navette L'va ne sont pas listés ici.
Fin 2024 ou début 2025, quatre des cinq autocars utilisés par les Courriers Rhodaniens sur la ligne 134 seront remplacés par des véhicules rétrofités à hydrogène achetés directement par l'agglomération,.
| Nombre | Modèle                    | Carburant | Numéros de parc            | Commentaires |
| ------ | ------------------------- | --------- | -------------------------- | --- |
| 8      | Irisbus Citelis 12        | Gazole    | nos 69, 71 à 75 et 77 à 79 | - Le 74 est un ancien bus de démonstration. - Le 76 a brûlé le 11 mai 2022. - Un exemplaire retiré du service en 2025. |
| 7      | Iveco Bus Urbanway 12     | Gazole    | nos 80 à 86                | |
| 10     | Iveco Bus Urbanway 12 GNV | BioGNV    | nos 87 à 94, 98 et 99      | - Mis en service entre 2020 et 2023 ainsi qu'en 2025.                                                                  |
| 3      | Mercedes-Benz Citaro C2   | Gazole    | nos 95 à 97                | - Mis en service après 2020.                                                                                           |

| Nombre | Modèle          | Carburant | Numéros de parc | Commentaires                                                                           |
| ------ | --------------- | --------- | --------------- | -------------------------------------------------------------------------------------- |
| 2      | Otokar Vectio C | Gazole    | Aucun.          | Véhicules des Cars Faure, visibles notamment sur la ligne 5 et les services dominicaux |

| Nombre | Modèle                     | Carburant | Numéros de parc   | Commentaires               |
| ------ | -------------------------- | --------- | ----------------- | -------------------------- |
| 1      | Renault Master III phase 2 | Gazole    | no 11             | La navette L'va            |
| 4      | Renault Master III phase 3 | Gazole    | nos 12 et 14 à 16 | La navette L'va            |
| 2      | Dietrich City 23           | Gazole    | nos 13 et 17      | Ligne 6 et La navette L'va |

Le réseau a aussi compté par le passé (le préfixe B désignait les véhicules des VFD affectés aux réseaux de l'Est de Lyon et de Grenoble, la numérotation était donc mélangée entre Vienne, Bourgoin-Jaillieu, L'Isle-d'Abeau et Grenoble) :
- 4 Minibus modèle inconnu nos 01 à 04, dont au moins un était un Renault Kangoo ;
- 2 Minibus Dietrich Noventis 200 (châssis Citroën) nos 05 et 06 ;
- 1 Minibus Ford Transit no 07 ;
- 1 Minibus Renault Master Durisotti no 08 ;
- 1 Minibus Dietrich Noventis 420 (châssis Renault) no 09 ;
- 1 Minibus Dietrich City 21 (châssis Fiat) no 10 ;
- Autocars Saurer[7] ;
- Autocars Citroën[7] ;
- Renault ZPD[7] ;
- Berliet PCK[7] ;
- Chausson (divers modèles)[7] ;
- Renault 215D[7] ;
- Renault R4130/R4131[7] ;
- au moins 1 Berliet PLR no inconnu[49] ;
- 8 Berliet PH 10/100 nos B13, B15, B21 à B24, B29, B30 et B32 (dont certains ex-TCL Lyon)[33],[50],[51],[7] ;
- plusieurs Berliet PBR (bus à trois essieux) nos inconnus (dont certains ex-TCL Lyon)[52] ;
- 4 Berliet PR 100 PA nos B26 à B28 et B44[7] ;
- 9 Berliet PR 100 MI nos 33, 36 à 42 et 51[7] ;
- 7 Renault PR 100.2 nos 46 à 50, 52 et 53 ;
- 5 Renault R 312 nos 54 à 58 ;
- 3 Renault Agora S nos 59 à 61 ;
- 2 Renault Agora Line nos 62 et 63 ;
- 5 Irisbus Agora S nos 64 à 68 ;
- 1 Irisbus Moovy no 70.

### Personnel d'exploitation
En 2020, le délégataire Vienne mobilités compte 56,7 équivalents temps plein dont : 44,1 à la conduite, 5 à l'exploitation, 3 aux services techniques, 2,7 au marketing et au service commercial, 0,9 à l'administratif et 1 à la direction.

### Tarification et financement

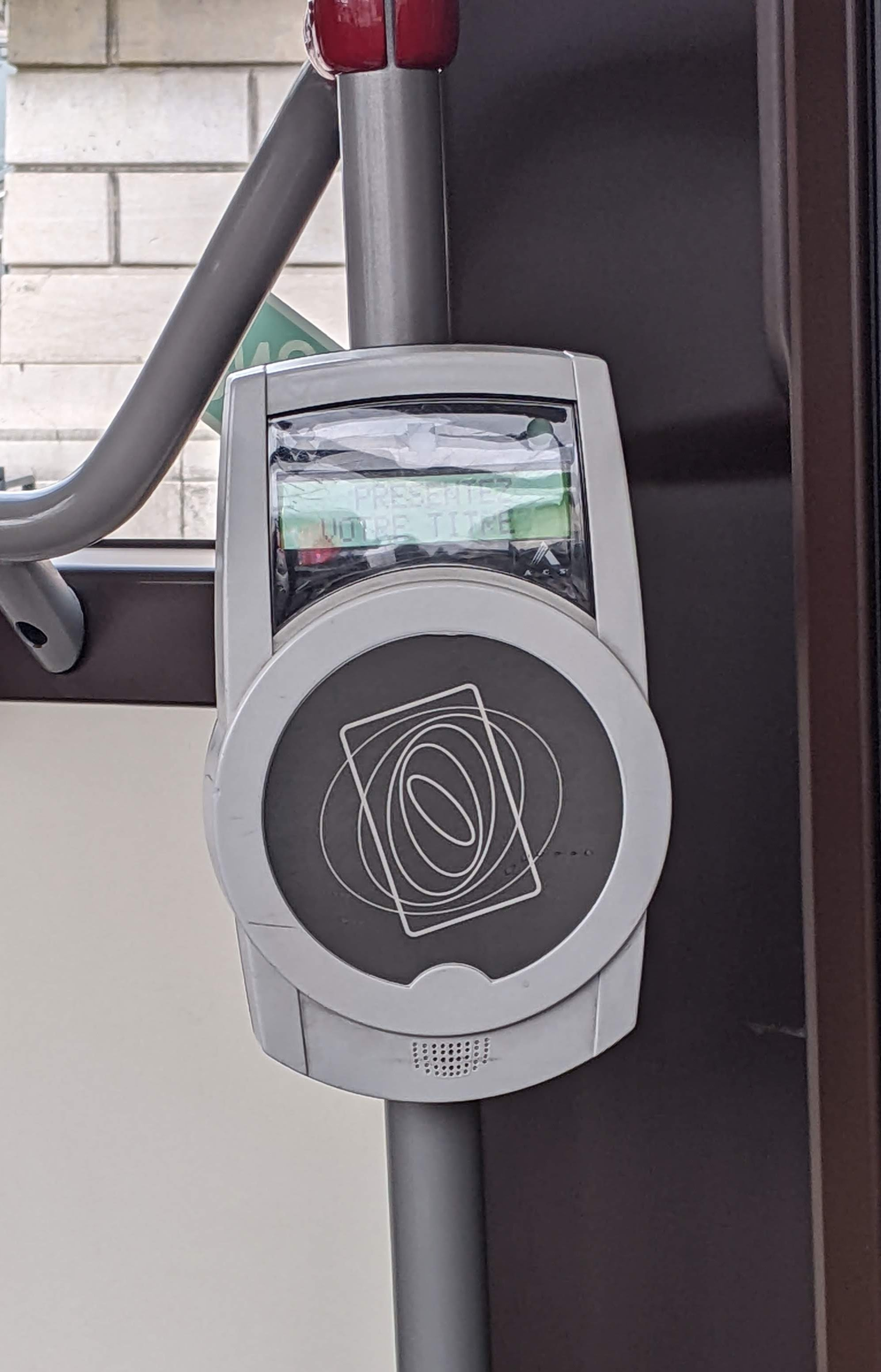
Valideur pour la carte Oùra.

La tarification est identique sur l'ensemble du réseau, que ce soit les lignes régulières ou les services de transport à la demande. Depuis le 1er mars 2011, le réseau L'VA utilise la carte Oùra comme support unique pour ses différentes formules d'abonnement, seul le ticket unité est conservé sur support magnétique. Cette carte possède une durée de vie de six ans et peut recevoir jusqu'à huit abonnements différents, elle permet d'emprunter avec le même titre le réseau TER Auvergne-Rhône-Alpes ainsi que l'ensemble des réseaux urbains de la région (TCL, STAS...).
Un distributeur de titres de transport a été installé devant la gare de Vienne, il permet de recharger se carte ou d'acheter des titres de transport, ce qui est aussi possible en agence commerciale ou chez les dépositaires. En outre, les tickets et abonnements, hors titres intermodaux et à tarif réduit, peuvent être obtenus via l'application smartphone ou sur le site internet ; le ticket unité peut aussi être acheté via SMS.
L'arrivée de la carte Oùra a été bien accueillie, autant par les usagers que par les conducteurs ; plus de 8000 cartes ont été délivrées aux usagers dans les premiers mois. En 2019, 72 % des voyageurs ont un abonnement.
Un ticket unitaire « Mobi » coûte 1,20 € et est valable une heure sur l'ensemble du réseau, il permet les correspondances mais pas l'aller-retour ; vendu en formule dix voyages « Mobi 10 », son prix unitaire chute à 0,98 €. Un titre à la journée « Mobi Jour » est proposé à 3,30 € et permet d'utiliser le réseau sans restrictions, à l'instar des abonnements mensuels « Mobi 30 » et annuels « Mobi Annuel » vendus respectivement 28 € et 280 €.
Des taris réduits sont proposés notamment aux moins de 26 ans sur la formule dix voyages (« Mobi 10 R ») et des abonnements mensuels « Jumpi 30 » et annuels « Jumpi Annuel » spécifiques et aux personnes à faibles revenus, âgées ou en situation de handicap via la formule dix voyages (« Mobi 10 R ») et l'abonnement mensuel « Mobilib 30 » spécifiques et même un abonnement annuel « Mobilib Annuel » gratuit. Pour les scolaires, l'acquisition d'un abonnement « Dom'École » leur permet de faire l'aller-retour entre le domicile et l'école gratuitement.
Des abonnements intermodaux existent, dont la tarification « T-Libr » du Syndicat des mobilités des territoires de l'aire métropolitaine lyonnaise, ainsi que des titres dix voyages et des abonnements mensuels ou annuels, permettant tout particulièrement d'utiliser les TER entre les gares de Vienne, Estressin et Chasse-sur-Rhône ou pour une personne résidant en dehors du ressort territorial de se garer en parc relais et d'utiliser le réseau L'va.
En cars de pic de pollution et de mise en place de la circulation différenciée via la vignette Crit'air, toute personne disposant d'un véhicule ne pouvant circuler dans le périmètre concerné peut voyager gratuitement sur le réseau.
Le financement du fonctionnement du réseau (entretien, matériel et charges de personnel) est assuré par l'exploitant Vienne Mobilités. Cependant, les tarifs des billets et abonnements dont le montant est limité par décision politique ne couvrent pas les frais réels de transport. Le manque à gagner est compensé par l'autorité organisatrice, Vienne Condrieu Agglomération. Elle définit les conditions générales d'exploitation ainsi que la durée et la fréquence des services.
En 2023, le taux de fraude était de 13,8 %.

## Autres services de mobilité
Le ressort territorial de Vienne Condrieu Agglomération est aussi couvert par d'autres services de mobilité.
Des services d'autopartage et de covoiturage :
- Le service d'autopartage Citiz, qui compte quatre stations sur le territoire ;
- Un service de covoiturage en partenariat entre l'agglomération et l'application Klaxit depuis le 25 avril 2022[59].

Un service de location de vélos en libre-service via l'application Fredo existe depuis le 5 juillet 2021, avec 30 vélos mis à dispositions dont dix à assistance électrique, qui a la particularité de ne pas reposer sur des stations dédiés mais d'utiliser les arceaux existants dans un périmètre défini. Lancé à titre expérimental pour six mois, le service est pérennisé début 2022 et passe de 19 à 23 stations réparties sur les communes de Vienne, Saint-Cyr-sur-le-Rhône, Sainte-Colombe et Saint-Romain-en-Gal,.
L'agglomération propose aussi le service CAP'Vélo qui regroupe à la fois des box de stationnement sécurisés loués à l'année et de la location de vélos aux professionnels ; l'office du tourisme propose aussi de la location à la journée à des fins touristiques.

## Patrimoine
L'association Rétro Bus Lyonnais préserve deux véhicules ayant roulé à Vienne :
- un Berliet PLR (couleur crème et bleu) ayant roulé sur le réseau SUV de 1970 à 1984, ce véhicule servi de 1961 à 1970 pour le ramassage du personnel de Berliet[49].
- un Berliet PH10/100 ayant roulé sur le réseau SUV de 1978 à 1984, ce véhicule servi de 1964 à 1978 sur le réseau TCL de Lyon et a retrouvé ses couleurs lyonnaises après restauration[64].

## Fréquentation
En 2020, année perturbée par la pandémie de Covid-19, le réseau a assuré 1 085 665 voyages sur le réseau urbain et 6 741 personnes ont utilisé les services de transport à la demande.
Historique de fréquentation :
- 2003 : 1 318 000 voyages[65]
- 2004 : 1 450 000 voyages[66]
- 2005 : 1 415 000 voyages[67]
- 2009 : 1 174 303 voyages[68]
- 2017 : 1 656 893 voyages (dont 1 622 952 voyages pour le réseau L'va, le reste est constitué des lignes interurbaines pénétrant dans l'agglomération)[69]
- 2019 : 1 672 686 voyages (dont 10 677 voyages pour le transport à la demande)[23]
- 2020 : 1 085 665 voyages (dont 6 741 voyages pour le transport à la demande) ; chiffres peu représentatifs en raison des confinements et couvre-feux liés à la pandémie[39].